# Lista de episódios de Miraculous: Les aventures de Ladybug et Chat Noir
Aqui segue-se uma lista de episódios de Miraculous: Les aventures de Ladybug et Chat Noir, uma série de animação/aventura CGI francesa produzida pelo Zagtoon e Method Animation, em associação com Toei Animation, SAMG Animation e De Agostini S.p.A. A série segue a vida de dois adolescentes parisienses, Marinette e Adrien Agreste, que se transformam respetivamente nos super-heróis Ladybug e Gato Noir (Cat Noir no Brasil), respectivamente, para proteger a cidade dos supervilões criados pelo vilão Falcão-traça (Hawk Moth no Brasil).
Antes da sua estreia na França a 19 de outubro de 2015 no TF1, a série foi transmitida pela primeira vez na Coreia do Sul a 1 de setembro de 2015 no EBS1. Em Portugal, a série estreou no Disney Channel a 22 de fevereiro de 2016. A 1 de agosto de 2016 foi adicionada ao catálogo da Netflix. A 25 de setembro de 2017 no canal aberto RTP2 sendo integrante do bloco Zig Zag. No Brasil, a série estreou a 7 de março de 2016 no canal Gloob.
A 20 de novembro de 2015, o produtor Jeremy Zag anunciou que uma segunda e terceira temporadas estavam em produção em conjunto. A segunda temporada estreou na França no bloco TFOU da TF1 a 26 de outubro de 2017. A estreia mundial da 3ª temporada foi na Espanha e em Portugal no Disney Channel a 1 de dezembro de 2018. Na França, no TFOU, estreou a 14 de abril de 2019. A 22 de janeiro de 2018, o Zag postou no Instagram que a 4ª e 5ª temporada já estavam em produção.
A 7 de setembro de 2019, foi confirmado por Jeremy Zag no seu Instagram que as temporadas 4 e 5 estariam a caminho e a data de estreia para a temporada 4 foi marcada para o final de 2020, mas foi adiada para 2021, devido aos efeitos da pandemia de COVID-19. A 13 de outubro de 2019, Thomas Astruc anunciou que a escrita dos guiões da 4ª temporada tinha terminado. A 17 de março de 2021, foi confirmado que a estreia mundial da quarta temporada iria ser no Brasil no Gloob a 23 de março de 2021. Na França, a quarta temporada estreou a 11 de abril de 2021. Já em Portugal estreou no Disney Channel a 15 de maio de 2021. Na quinta temporada, tal como na anterior, a estreia global também pertenceu ao Gloob, mas desta vez como antestreia do primeiro episódio, emitido a 13 de junho de 2022. A estreia oficial ocorreu somente a 10 de outubro de 2022. Em Portugal, a quinta temporada teve também direito a uma antestreia no Youtube oficial do Disney Channel a 21 de outubro de 2022 como uma antestreia da temporada. A estreia oficial ocorreu a 29 de outubro de 2022. Na França, a quinta temporada estreou a 24 de outubro de 2022.
A 18 de abril de 2021, foi anunciado que duas novas temporadas estavam em produção, estando a temporada 6 com estreia prevista para 2024 e a temporada 7 em 2025. A 29 de julho de 2022, foi confirmada uma oitava temporada. A 22 de janeiro de 2025, foi confirmado que a estreia mundial da sexta temporada iria ser no Brasil no Gloob a 24 de janeiro de 2025. Na França, a sexta temporada estreou a 23 de março de 2025.
A 25 de outubro de 2024, foi confirmada uma nona e décima temporada da série.

## Resumo
| Arco 1 |   |    |    |                        |                        |                         |                        |                        |                        |
|        | 1 | 26 | 26 | 19 de outubro de 2015  | 30 de outubro de 2016  | 22 de fevereiro de 2016 | 29 de setembro de 2016 | 7 de março de 2016     | 11 de abril de 2016    |
|        | 2 | 26 | 26 | 11 de dezembro de 2016 | 18 de novembro de 2018 | 23 de dezembro de 2016  | 16 de novembro de 2018 | 22 de dezembro de 2016 | 30 de novembro de 2018 |
|        | 3 | 26 | 26 | 14 de abril de 2019    | 8 de dezembro de 2019  | 1 de dezembro de 2018   | 30 de maio de 2020     | 15 de junho de 2019    | 29 de novembro de 2019 |
|        | 4 | 26 | 26 | 11 de abril de 2021    | 13 de março de 2022    | 15 de maio de 2021      | 28 de maio de 2022     | 13 de abril de 2021    | 10 de março de 2022    |
|        | 5 | 27 | 27 | 24 de outubro de 2022  | 1 de novembro de 2023  | 29 de outubro de 2022   | 8 de junho de 2024     | 10 de outubro de 2022  | 30 de setembro de 2023 |
| Arco 2 |   |    |    |                        |                        |                         |                        |                        |                        |
|        | 6 | 26 | 26 | 23 de março de 2025    | ASA                    | 31 de maio de 2025      | ASA                    | 24 de janeiro de 2025  | ASA                    |

## Episódios

### 1.ª temporada (2015-16)
| # | ## | Título em Portugal Título no Brasil Título original                                                                            | Dirigido por  | Escrito por                                                                              | Exibição original       | Exibição em Portugal    | Exibição no Brasil  | Cod. de produção |
| --- | -- | --- | ------------- | ---------------------------------------------------------------------------------------- | ----------------------- | ----------------------- | ------------------- | ---------------- |
| 1 | 1  | "Tempestuosa" "Tormenta" "Climatika"                                                                                           | Thomas Astruc | Fred Lenoir                                                                              | 19 de outubro de 2015   | 22 de fevereiro de 2016 | 7 de março de 2016  | 101              |
| Depois de perder o concurso de melhor apresentadora de TV do canal para crianças, Aurora vai se vingar alterando o clima. Ladybug e Cat Noir vão ter que encontrar quem está por trás de tudo isso. - Este episódio estreou mundialmente na Coreia do Sul a 1 de setembro de 2015.                           |    | |               |                                                                                          |                         |                         |                     |                  |
| 2 | 2  | "Bolhas" "Homem-Bolha" "Le Bulleur"                                                                                            | Thomas Astruc | Thomas Astruc Sébastien Thibaudeau                                                       | 20 de outubro de 2015   | 23 de fevereiro de 2016 | 14 de março de 2016 | 109              |
| Armado com sua mágica espada de bolhas, Nino se torna o Homem-Bolha. Ele quer se livrar de todos os pais de Paris. Ladybug precisa combater Homem-Bolha e resgatar as pessoas levadas pelas bolhas. - Este episódio estreou mundialmente na Coreia do Sul a 8 de setembro de 2015.                           |    | |               |                                                                                          |                         |                         |                     |                  |
| 3 | 3  | "Faraó" "O Faraó" "Le Pharaon"                                                                                                 | Thomas Astruc | Cédric Bacconnier                                                                        | 21 de outubro de 2015   | 29 de fevereiro de 2016 | 21 de março de 2016 | 115              |
| Ladybug e Cat Noir enfrentam um exército de múmias quando um historiador tenta reviver uma antiga princesa egípcia por meio de um sacrifício, usando a Alya. - Este episódio estreou mundialmente na Coreia do Sul a 13 de outubro de 2015.                                                                  |    | |               |                                                                                          |                         |                         |                     |                  |
| 4 | 4  | "Lady Wifi" | Thomas Astruc | Thomas Astruc Sébastien Thibaudeau                                                       | 22 de outubro de 2015   | 2 de março de 2016      | 9 de março de 2016  | 103              |
| Uma vilã ameaça revelar que Ladybug é na verdade Marinette Dupain-Cheng. - Este episódio estreou mundialmente na Coreia do Sul a 6 de outubro de 2015. |    | |               |                                                                                          |                         |                         |                     |                  |
| 5 | 5  | "Chronogirl" "Temporizadora" "Chronogirl"                                                                                      | Thomas Astruc | Sébastien Thibaudeau Michaël Delachenal                                                  | 23 de outubro de 2015   | 25 de fevereiro de 2016 | 25 de março de 2016 | 116              |
| Depois que os amigos de Alix quebram o relógio de valor inestimável de seu pai, ela se transforma em Chronogirl e viaja de volta no tempo para salvar o relógio. - Este episódio estreou mundialmente na Coreia do Sul a 22 de setembro de 2015.                                                             |    | |               |                                                                                          |                         |                         |                     |                  |
| 6 | 6  | "Monsieur Pigeon" "Sr. Pombo" "Mr. Pigeon"                                                                                     | Thomas Astruc | Guillaume Mautalent Sébastien Oursel                                                     | 23 de outubro de 2015   | 1 de março de 2016      | 11 de março de 2016 | 106              |
| Quando o Sr. Ramier é akumatizado em Mr. Pigeon, ganha a habilidade de se comunicar com os pássaros e planeja transformar Paris em uma reserva natural para seus amigos alados. - Este episódio estreou mundialmente na Coreia do Sul a 29 de setembro de 2015.                                              |    | |               |                                                                                          |                         |                         |                     |                  |
| 7 | 7  | "Evillustrator" "Ilustrador do Mal" "Le Dessinateur"                                                                           | Thomas Astruc | Matthieu Choquet                                                                         | 26 de outubro de 2015   | 3 de março de 2016      | 8 de março de 2016  | 102              |
| Ladybug deve parar o Ilustrador do Mal, um menino akumatizado que quer se vingar de Chloé; Ladybug descobre que o Ilustrador do Mal tem uma queda por Marinette. |    | |               |                                                                                          |                         |                         |                     |                  |
| 8 | 8  | "Rogercop" | Thomas Astruc | Denis Bardiau                                                                            | 27 de outubro de 2015   | 7 de março de 2016      | 15 de março de 2016 | 111              |
| Chloé acusa Marinette de roubar a sua nova pulseira. Seu pai demite o pai de Sabrina, um policial, por não denunciar Marinette. - Este episódio estreou mundialmente na Coreia do Sul a 20 de outubro de 2015.                                                                                               |    | |               |                                                                                          |                         |                         |                     |                  |
| 9 | 9  | "Copycat" "L'Imposteur" | Thomas Astruc | Sébastien Thibaudeau Pascal Boutboul                                                     | 28 de outubro de 2015   | 24 de fevereiro de 2016 | 24 de março de 2016 | 108              |
| Quando Cat Noir é suspeitado por um roubo, Ladybug deve encontrar uma maneira de provar sua inocência. |    | |               |                                                                                          |                         |                         |                     |                  |
| 10 | 10 | "Cupido Sombrio" "Cupido Negro" "Dislocœur"                                                                                    | Thomas Astruc | Régis Jaulin                                                                             | 29 de outubro de 2015   | 9 de março de 2016      | 10 de março de 2016 | 105              |
| Cat Noir e Ladybug devem colocar tudo de lado para salvar o dia em que Kim é akumatizada e se torna Le Dislocœur no Dia dos Namorados. |    | |               |                                                                                          |                         |                         |                     |                  |
| 11 | 11 | "Horrificator" "Horrificador" "Horrificator"                                                                                   | Thomas Astruc | Fred Lenoir                                                                              | 30 de outubro de 2015   | 8 de março de 2016      | 22 de março de 2016 | 117              |
| Mylène se recusa a continuar como protagonista da gravação que estão fazendo em sala de aula, então Marinette tenta fazer com que ela volte. |    | |               |                                                                                          |                         |                         |                     |                  |
| 12 | 12 | "Darkblade" "Lâmina Negra" "Le Chevalier Noir"                                                                                 | Thomas Astruc | Matthieu Choquet Léonie de Rudder                                                        | 6 de dezembro de 2015   | 10 de março de 2016     | 18 de março de 2016 | 114              |
| Depois de perder uma eleição, Argencourt é akumatizado em Lâmina Negra e recruta os cidadãos relutantes de Paris em um exército de cavaleiros. - Este episódio estreou mundialmente na Coreia do Sul a 17 de outubro de 2015.                                                                                |    | |               |                                                                                          |                         |                         |                     |                  |
| 13 | 13 | "Mime" "O Mímico" "Le Mime" | Thomas Astruc | Thomas Astruc François Charpiat Michaël Delachenal Karine Lollichon Sébastien Thibaudeau | 13 de dezembro de 2015  | 15 de setembro de 2016  | 28 de março de 2016 | 119              |
| Marinette acidentalmente exclui um vídeo do telefone da Alya com a Ladybug, então ela rapidamente tenta consertar o problema. - Este episódio estreou mundialmente na Coreia do Sul a 24 de novembro de 2015.                                                                                                |    | |               |                                                                                          |                         |                         |                     |                  |
| 14 | 14 | "Kung Food" | Thomas Astruc | Matthieu Choquet Fred Lenoir                                                             | 10 de janeiro de 2016   | 12 de setembro de 2016  | 30 de março de 2016 | 125              |
| Chloé humilha o tio-avô de Marinette em uma competição de culinária, e ele fica akumatizado. Daquele momento em diante, aqueles que provam seus pratos tornam-se seus capangas. Ladybug e Cat Noir terão que detê-lo.                                                                                        |    | |               |                                                                                          |                         |                         |                     |                  |
| 15 | 15 | "Gamer" "Jogador" "Le Gamer"                                                                                                   | Thomas Astruc | Guillaume Mautalent Sébastien Oursel                                                     | 17 de janeiro de 2016   | 14 de setembro de 2016  | 16 de março de 2016 | 112              |
| Marinette se propõe a vencer o supostamente invencível Max e assim ser a parceira de Adrien no torneio de videojogos em que representará sua escola. Quando Max perde, ele solta um robô gigante que aterroriza Paris.                                                                                       |    | |               |                                                                                          |                         |                         |                     |                  |
| 16 | 16 | "Animan" | Thomas Astruc | Cédric Perrin Jean-Christophe Hervé                                                      | 24 de janeiro de 2016   | 14 de março de 2016     | 17 de março de 2016 | 113              |
| Nino está interessado na Marinette, mas não sabe como contar a ela, então Adrien organiza uma viagem ao zoológico com Marinette, Alya e Nino. Enquanto isso, Otis, o tratador, ouve Kim se gabando de que ele é mais rápido do que a nova pantera do zoológico.                                              |    | |               |                                                                                          |                         |                         |                     |                  |
| 17 | 17 | "Antibug" | Thomas Astruc | Sébastien Thibaudeau                                                                     | 31 de janeiro de 2016   | 27 de setembro de 2016  | 29 de março de 2016 | 124              |
| Ladybug e Cat Noir devem lutar contra Chloé, que se tornou Antibug. Ladybug terá uma missão difícil: enfrentar um inimigo com os mesmos poderes que ela. |    | |               |                                                                                          |                         |                         |                     |                  |
| 18 | 18 | "Puppeteer" "A Marionetista" "La Marionnettiste"                                                                               | Thomas Astruc | Sébastien Thibaudeau                                                                     | 7 de fevereiro de 2016  | 19 de setembro de 2016  | 23 de março de 2016 | 118              |
| Manon é akumatizada e passa a ser a Marionnettiste, que graças à sua varinha consegue dar vida aos seus fantoches e, ao mesmo tempo, a pessoa que se reflecte no fantoche. |    | |               |                                                                                          |                         |                         |                     |                  |
| 19 | 19 | "Reflekta" | Thomas Astruc | Sophie Lodwitz Eve Pisler                                                                | 21 de fevereiro de 2016 | 21 de setembro de 2016  | 31 de março de 2016 | 121              |
| Juleka é excluída de sua foto da turma e é akumatizada em Reflekta, que ameaça transformar todos os outros em um reflexo de si mesma. |    | |               |                                                                                          |                         |                         |                     |                  |
| 20 | 20 | "Guitar Villain" "Guitarrista Malvado" "Guitar Vilain"                                                                         | Thomas Astruc | Sébastien Thibaudeau                                                                     | 28 de fevereiro de 2016 | 26 de setembro de 2016  | 1 de abril de 2016  | 120              |
| Jagged Stone, que se sente atacado por um cantor arrogante, se transforma em um vilão que é uma estrela do rock. |    | |               |                                                                                          |                         |                         |                     |                  |
| 21 | 21 | "Pixelator" "Pixelador" "Numéric"                                                                                              | Thomas Astruc | Guillaume Mautalent Sébastien Oursel                                                     | 13 de março de 2016     | 22 de setembro de 2016  | 13 de março de 2016 | 107              |
| Vincent Asa quer uma foto com seu ídolo, o astro do rock Jagged Stone, só que infelizmente não consegue tirar uma, o que faz com a sua obsessão coloque muitas pessoas em perigo. - Este episódio estreou mundialmente no Quebec, Canadá a 3 de março de 2016.                                               |    | |               |                                                                                          |                         |                         |                     |                  |
| 22 | 22 | "Princesa Fragrance" "Princesa Perfume" "Princesse Fragrance"                                                                  | Thomas Astruc | Matthieu Choquet Léonie De Rudder                                                        | 20 de março de 2016     | 13 de setembro de 2016  | 6 de abril de 2016  | 104              |
| Rose, uma colega de Marinette, se transforma em Princesse Fragrance, dando a ela o poder de atrair a pessoa que ela deseja com base no perfume que ela emite. Com a sua nova habilidade, ele pretende capturar o Príncipe Ali. - Este episódio estreou mundialmente no Quebec, Canadá a 13 de março de 2016. |    | |               |                                                                                          |                         |                         |                     |                  |
| 23 | 23 | "Rei Simon Says" "Simon Mandou" "Jackady"                                                                                      | Thomas Astruc | Fred Lenoir                                                                              | 27 de março de 2016     | 20 de setembro de 2016  | 4 de abril de 2016  | 110              |
| Simón é humilhado por Gabriel Agreste, durante um ato de hipnotismo em um programa de televisão. - Este episódio estreou mundialmente no Quebec, Canadá a 6 de março de 2016. |    | |               |                                                                                          |                         |                         |                     |                  |
| 24 | 24 | "Volpina" | Thomas Astruc | Matthieu Choquet Léonie de Rudder                                                        | 3 de abril de 2016      | 29 de setembro de 2016  | 11 de abril de 2016 | 126              |
| Lila, uma nova aluna, se orgulha de saber muito sobre super-heróis, mesmo conhecendo Ladybug, e parece ter muito interesse em Adrien. Quando ela se torna Volpina, Mestre das Ilusões, Ladybug e Cat Noir estão em perigo. - Este episódio estreou mundialmente no Quebec, Canadá a 19 de março de 2016.     |    | |               |                                                                                          |                         |                         |                     |                  |
| 25 | 25 | "Ladybug & Gato Noir (Origem - Parte 1)" "Ladybug & Cat Noir (Origens - Parte 1)" "Ladybug et Chat Noir (Origines - Partie 1)" | Thomas Astruc | Thomas Astruc Quentin Thibaudeau Sébastien Thibaudeau                                    | 30 de outubro de 2016   | 28 de setembro de 2016  | 7 de abril de 2016  | 122              |
| É contada a história de como aconteceu a transformação de Marinette e Adrien em Ladybug e Cat Noir. - Este episódio estreou mundialmente na Coreia do Sul a 1 de março de 2016. |    | |               |                                                                                          |                         |                         |                     |                  |
| 26 | 26 | "Stoneheart (Origem - Parte 2)" "Coração de Pedra (Origens - Parte 2)" "Cœur de pierre (Origines - Partie 2)"                  | Thomas Astruc | Thomas Astruc Quentin Thibaudeau Sébastien Thibaudeau                                    | 30 de outubro de 2016   | 28 de setembro de 2016  | 8 de abril de 2016  | 123              |
| Marinette não quer mais ser Ladybug, mas muda de ideia quando suas amigas estão em perigo e precisam dela. - Este episódio estreou mundialmente na Suíça pela RTS a 2 de março de 2016. |    | |               |                                                                                          |                         |                         |                     |                  |

### 2.ª temporada (2016-18)
| # | ## | Título em Portugal Título no Brasil Título original                                                                               | Dirigido por                                     | Escrito por                                                                    | Exibição original      | Exibição em Portugal   | Exibição no Brasil     | Cod. de produção |
| --- | -- | --- | ------------------------------------------------ | ------------------------------------------------------------------------------ | ---------------------- | ---------------------- | ---------------------- | ---------------- |
| 27 | 1  | "Papão Natal" "O Natal de Ladybug" "Pire Noël"                                                                                    | Thomas Astruc                                    | História: Jeremy ZagRoteiro: Thomas Astruc Fred Lenoir Sébastien Thibaudeau    | 11 de dezembro de 2016 | 23 de dezembro de 2016 | 22 de dezembro de 2016 | 226              |
| É Natal! Enquanto Marinette se prepara para a véspera de Natal com a família, Adrien está prestes a passar seu primeiro Natal sem a mãe. Pensando que seu pai não quer celebrar o evento este ano, entristecido, se transforma em Cat Noir e deixa seu quarto para correr com sua raiva na neve de Paris. |    | |                                                  |                                                                                |                        |                        |                        |                  |
| 28 | 2  | "O Colecionador" "Le Collectionneur"                                                                                              | Thomas Astruc Wilfried Pain                      | Thomas Astruc Matthieu Choquet Fred Lenoir Sébastien Thibaudeau                | 26 de outubro de 2017  | 23 de outubro de 2017  | 3 de novembro de 2017  | 201              |
| Depois que Marinette descobre mais sobre o Livro dos Miraculous que ela pegou de Adrien, ela começa a suspeitar que seu pai seja o Hawk Moth. Enquanto isso, Gabriel, furioso por Adrien perder o livro, se transforma no supervilão Colecionador para despistar a super heroína. - Este episódio estreou mundialmente na Espanha pelo Disney Channel Espanha a 21 de outubro de 2017. |    | |                                                  |                                                                                |                        |                        |                        |                  |
| 29 | 3  | "Urso Piurso" "O Urso Maligno" "Doudou Vilain"                                                                                    | Thomas Astruc Jun Violet                         | Thomas Astruc Matthieu Choquet Fred Lenoir Nolwenn Pierre Sébastien Thibaudeau | 27 de outubro de 2017  | 24 de outubro de 2017  | 17 de novembro de 2017 | 204              |
| Adrien diz a Chloé que ela deve ser mais gentil, se ela quiser que elas permaneçam amigos, então ela faz uma festa para todas as pessoas de sua sala, incluindo para Marinette, mas quando Adrien dança com Marinette, Chloé fica muito irritada e vai até eles com raiva, mas seu mordomo mostra a eles o seu ursinho de pelúcia e Chloé se sente humiliada e fala ao seu mordomo que ele está demitido, seu mordomo é akumatizado. - Este episódio estreou mundialmente na Espanha pelo Disney Channel Espanha a 21 de outubro de 2017. |    | |                                                  |                                                                                |                        |                        |                        |                  |
| 30 | 4  | "Audimatrix" "Rainha Repórter" "Audimatrix"                                                                                       | Thomas Astruc Christelle Abgrall                 | Thomas Astruc Matthieu Choquet Fred Lenoir Sébastien Thibaudeau                | 29 de outubro de 2017  | 25 de outubro de 2017  | 10 de novembro de 2017 | 202              |
| Nadja Chamack é akumatizada em Rainha Repórter após os heróis abandonarem sua entrevista ao vivo. Armada com o seu relógio tecnólogico, ela quer forçar Ladybug e Cat Noir a revelarem seu amor e conseguir audiência. - Este episódio estreou mundialmente em Portugal pelo Disney Channel a 25 de outubro de 2017. |    | |                                                  |                                                                                |                        |                        |                        |                  |
| 31 | 5  | "Béfana" "Befana" "La Béfana" | Thomas Astruc Benoît Boucher                     | Thomas Astruc Mélanie Duval Sébastien Thibaudeau                               | 30 de outubro de 2017  | 11 de novembro de 2017 | 24 de novembro de 2017 | 208              |
| Quando a avó de Marinette retorna a Paris para o aniversário de Marinette. Ela estava esperando uma criança e fica triste quando percebe o quanto a Marinette mudou. Ferida e irritada porque Marinette não esteja interessada em passar tempo com ela para ficar com seus amigos, ela é akumatizada em Befana. |    | |                                                  |                                                                                |                        |                        |                        |                  |
| 32 | 6  | "Riposte" "Revanche" "Riposte" | Thomas Astruc Jun Violet                         | Thomas Astruc Matthieu Choquet Fred Lenoir Sébastien Thibaudeau                | 1 de novembro de 2017  | 4 de novembro de 2017  | 24 de novembro de 2017 | 207              |
| Uma esgrimista misteriosa e disfarçada sente-se humilhada após um duelo com Adrien. Fervendo de raiva, ela encolhe e agarra seu sabre, onde o akuma se instala e se transforma em Revanche, que anseia por vingança. Ladybug pode lutar contra a vilã para salvar Adrien? |    | |                                                  |                                                                                |                        |                        |                        |                  |
| 33 | 7  | "Robostus" "Robustus" "Robostus"                                                                                                  | Thomas Astruc Wilfried Pain                      | Thomas Astruc Matthieu Choquet Fred Lenoir Sébastien Thibaudeau                | 3 de novembro de 2017  | 19 de novembro de 2017 | 8 de dezembro de 2017  | 211              |
| Markov, um pequeno robô sensível criado por Max, é akumatizado em Robostus após ser confiscado pela professora Mendeleiev. O vilão é capaz de dar vida a objetos inanimados. Os nossos heróis terão sucesso em fazer esse robô entender tudo o que é mais humano? |    | |                                                  |                                                                                |                        |                        |                        |                  |
| 34 | 8  | "Gigantitan" "Gigantitã" "Gigantitan"                                                                                             | Thomas Astruc Christelle Abgrall                 | Thomas Astruc Matthieu Choquet Fred Lenoir Sébastien Thibaudeau                | 26 de novembro de 2017 | 8 de dezembro de 2017  | 15 de dezembro de 2017 | 206              |
| Alix, Alya, Juleka, Mylène e Rose inventaram um plano impecável para ajudar Marinette a propor um passeio romântico para Adrien. Mas nada acontece como planejado e o guarda-costas de Adrien, irritado pelas meninas, torna-se um alvo primordial para Hawk Moth. Porém, um bebê acaba sendo akumatizado no final. |    | |                                                  |                                                                                |                        |                        |                        |                  |
| 35 | 9  | "O Coruja Negra" "Coruja Negra" "Le Hibou Noir"                                                                                   | Thomas Astruc Jun Violet                         | Thomas Astruc Matthieu Choquet Fred Lenoir Sébastien Thibaudeau                | 10 de dezembro de 2017 | 8 de dezembro de 2017  | 22 de dezembro de 2017 | 213              |
| O Sr. Damocles, o diretor da escola, é akumatizado a Coruja Negra quando Paris descobre que ele está tentando se tornar um novo super-herói. Ele luta contra Ladybug e Cat Noir e chega próximo a roubar seus Miraculous. A dupla terá sucesso? - Este episódio estreou mundialmente na Espanha pelo Disney Channel a 5 de dezembro de 2017. |    | |                                                  |                                                                                |                        |                        |                        |                  |
| 36 | 10 | "Glaciator" | Thomas Astruc Wilfried Pain                      | Thomas Astruc Matthieu Choquet Fred Lenoir Sébastien Thibaudeau                | 14 de janeiro de 2018  | 5 de maio de 2018      | 11 de maio de 2018     | 203              |
| O sorveteiro André Glacier é akumatizado por Hawk Moth após Marinette, acompanhada de Alya decidir ir tomar sorvete. Como Glaciator, ele transforma as pessoas em sorvete, que podem acabar derretendo. |    | |                                                  |                                                                                |                        |                        |                        |                  |
| 37 | 11 | "Sapotis" | Thomas Astruc Jun Violet                         | Thomas Astruc Matthieu Choquet Fred Lenoir Sébastien Thibaudeau                | 21 de janeiro de 2018  | 6 de maio de 2018      | 4 de maio de 2018      | 212              |
| Marinette vai dormir a casa de Alya, que repreende as suas irmãs Etta e Ella. As gêmeas são akumatizadas e transformam-se monstros que se multiplicam sempre que comem. Ladybug terá que buscar uma ajuda inesperada de alguém novo. Como ela irá lidar com essa responsabilidade? |    | |                                                  |                                                                                |                        |                        |                        |                  |
| 38 | 12 | "Gorizilla" | Thomas Astruc Benoît Boucher                     | Thomas Astruc Matthieu Choquet Mélanie Duval Sébastien Thibaudeau              | 13 de maio de 2018     | 12 de maio de 2018     | 18 de maio de 2018     | 210              |
| Marinette tenta salvar Adrien de um grupo de fãs fanáticos e do seu próprio guarda-costas, que foi akumatizado e transformado no monstruoso Gorizilla. Equipado com uma força extraordinária e um forte olfato,então, ele segue Adrien em Paris. Ladybug e Cat Noir não devem cometer bobagens se quiserem detê-lo. - Este episódio estreou mundialmente no Canadá pelo Family Channel a 14 de março de 2018. |    | |                                                  |                                                                                |                        |                        |                        |                  |
| 39 | 13 | "Capitã Hardrock" "Capitaine Hardrock"                                                                                            | Thomas Astruc Wilfried Pain                      | Thomas Astruc Fred Lenoir Jean-Remi Perrin Sébastien Thibaudeau                | 20 de maio de 2018     | 19 de maio de 2018     | 25 de maio de 2018     | 216              |
| O Hawk Moth akumatiza a mãe de Juleka, que se transforma na Capitã Hardrock: uma pirata que dispara balas de música do seu navio indestrutível para arrasar o seu festival pela cidade. |    | |                                                  |                                                                                |                        |                        |                        |                  |
| 40 | 14 | "Zombizou" | Thomas Astruc Wilfried Pain                      | Thomas Astruc Wilfried Pain                                                    | 27 de maio de 2018     | 20 de maio de 2018     | 1 de junho de 2018     | 215              |
| Os alunos dão presentes à professora Bustier no seu aniversário, mas Chloe decide estragar o presente de Marinette após se esquecer de comprar o seu. Ela é akumatizada em Zombizou, um monstro armado com batom preto que ao espalhar beijos, transformam todos em Zombies dos beijos. - Este episódio estreou mundialmente no Canadá a 13 de abril de 2018. |    | |                                                  |                                                                                |                        |                        |                        |                  |
| 41 | 15 | "Sirena" "A Sereia" "Syren" | Thomas Astruc Benoît Boucher                     | Thomas Astruc Mélanie Duval Fred Lenoir Sébastien Thibaudeau                   | 3 de junho de 2018     | 13 de maio de 2018     | 8 de junho de 2018     | 214              |
| Ondine, uma campeã de natação, é akumatizada e transformada na Sereia. Como ela gosta de Kim, seu objetivo é transformar a cidade de Paris em um Reino Submarino para seu príncipe encantado. Ladybug e Cat Noir terão que virar a maré para o seu lado se quiserem derrotar a Sereia. - Este episódio estreou mundialmente na Espanha a 5 de maio de 2018. |    | |                                                  |                                                                                |                        |                        |                        |                  |
| 42 | 16 | "Bruxinol" "A Cantora" "Rossignoble"                                                                                              | Thomas Astruc Christelle Abgrall Jeremy Paoletti | Thomas Astruc Matthieu Choquet Fred Lenoir Sébastien Thibaudeau                | 10 de junho de 2018    | 26 de maio de 2018     | 15 de junho de 2018    | 209              |
| Marinette e Adrien são escolhidos como Ladybug e Cat Noir em um musical. Uma cantora americana é akumatizada e se transforma em Cantora. Com seu microfone mágico, ela quer transformar Paris em um grande musical. Ladybug e Cat Noir precisarão dançar conforme a música para deter a vilã. - Este episódio estreou mundialmente na Espanha a 12 de maio de 2018. |    | |                                                  |                                                                                |                        |                        |                        |                  |
| 43 | 17 | "Conflituosa" "Encrenqueira" "L'insaisissable"                                                                                    | Thomas Astruc Wilfried Pain                      | Thomas Astruc Matthieu Choquet Fred Lenoir Nolwenn Pierre Sébastien Thibaudeau | 17 de junho de 2018    | 16 de junho de 2018    | 22 de junho de 2018    | 205              |
| Jagged Stone vai visitar a padaria dos pais de Marinette, e ela acaba sendo exposta. A assistente do guitarrista, que antes ajudava a solucionar os problemas das pessoas, é akumatizada e se transforma na Encrenqueira. Agora, seu objetivo é causar problemas para os outros. Ladybug e Cat Noir precisam detê-la. - Este episódio estreou mundialmente em Portugal a 16 de junho de 2018. |    | |                                                  |                                                                                |                        |                        |                        |                  |
| 44 | 18 | "Anansi" | Thomas Astruc Benoît Boucher                     | Thomas Astruc Mélanie Duval Fred Lenoir Sébastien Thibaudeau                   | 23 de setembro de 2018 | 13 de outubro de 2018  | 9 de novembro de 2018  | 221              |
| Marinette e Nino acabam indo passar a noite na casa de Alya. Sua irmã mais velha de Alya, Nora, é akumatizada em Anansi, uma mulher aranha gigante com o nome de origem africana, e decide mostrar a Alya o quão perigoso Paris pode ser. Após Cat Noir ser pego, Ladybug precisa buscar uma ajuda especial para deter a vilã. - Este episódio estreou mundialmente no Canadá a 10 de setembro de 2018. |    | |                                                  |                                                                                |                        |                        |                        |                  |
| 45 | 19 | "Sandboy" "Sonhador" "Le Marchand de Sable"                                                                                       | Thomas Astruc Jun Violet                         | Thomas Astruc Mélanie Duval Fred Lenoir Sébastien Thibaudeau                   | 30 de setembro de 2018 | 20 de outubro de 2018  | 23 de novembro de 2018 | 223              |
| O vilão Sonhador usa os seus poderes para tornar realidade os pesadelos dos parisienses, obrigando Marinette e Adrien a intervir, mesmo sem a ajuda de Tikki e Plagg, já que os dois decidem ir visitar Mestre Fu para comemorar o aniversário de Nooroo. - Este episódio estreou mundialmente no Canadá a 24 de setembro de 2018. |    | |                                                  |                                                                                |                        |                        |                        |                  |
| 46 | 20 | "Reversor" "O Reverso" "Inverso"                                                                                                  | Thomas Astruc Benoît Boucher                     | Thomas Astruc Fred Lenoir                                                      | 7 de outubro de 2018   | 13 de outubro de 2018  | 2 de novembro de 2018  | 220              |
| O aluno Marc é akumatizado e transformado em Reverso. Certo de que Marinette e Nathaniel o fizeram passar vergonha, ele quer se vingar dos dois. Será que Ladybug e Cat Noir conseguirão reverter esta situação. Alix e Nathaniel terão que ajudar os heróis. - Este episódio estreou mundialmente no Canadá a 23 de julho de 2018. |    | |                                                  |                                                                                |                        |                        |                        |                  |
| 47 | 21 | "Patinador" "Frozer" "Le Patineur"                                                                                                | Thomas Astruc Jeremy Paoletti                    | Thomas Astruc Mélanie Duval Fred Lenoir Sébastien Thibaudeau                   | 14 de outubro de 2018  | 27 de outubro de 2018  | 12 de outubro de 2018  | 217              |
| Philippe, o novo instrutor de patinação da cidade, é akumatizado e transformado em Frozer. Com seus patins de gelo malignos, ele quer transformar Paris em um Reino de Gelo. Ladybug e Cat Noir precisarão se esquentar para derrotar este vilão. |    | |                                                  |                                                                                |                        |                        |                        |                  |
| 48 | 22 | "Style Queen (Confronto de Rainhas - Parte 1)" "A Batalha das Rainhas - Parte 1" "Style Queen (Le Combat des Reines - Partie 1)"  | Thomas Astruc Jun Violet                         | Thomas Astruc Matthieu Choquet Fred Lenoir Sébastien Thibaudeau                | 21 de outubro de 2018  | 6 de outubro de 2018   | 19 de outubro de 2018  | 218              |
| Depois de ser humilhada por Gabriel Agreste, a mãe de Chloé, Audrey, é akumatizada e transformada na Rainha da Moda. Agora, com seu cetro e determinada a se vingar de Gabriel, ela ataca Adrien. Será que Ladybug conseguirá detê-la sem a ajuda de Cat Noir? - Este episódio estreou mundialmente em Portugal a 6 de outubro de 2018. |    | |                                                  |                                                                                |                        |                        |                        |                  |
| 49 | 23 | "Abelha Rainha (Confronto de Rainhas - Parte 2)" "A Batalha das Rainhas - Parte 2" "Queen Wasp (Le Combat des Reines - Partie 2)" | Thomas Astruc Wilfried Pain                      | Thomas Astruc Matthieu Choquet Fred Lenoir Sébastien Thibaudeau                | 21 de outubro de 2018  | 6 de outubro de 2018   | 26 de outubro de 2018  | 219              |
| Depois de se transformar em Queen Bee para tentar impressionar sua mãe, Chloé é akumatizada em Rainha Vespa. Será que Ladybug e Cat Noir conseguirão impedir que esse super-herói se torne supervilão? - Este episódio estreou mundialmente em Portugal a 6 de outubro de 2018. |    | |                                                  |                                                                                |                        |                        |                        |                  |
| 50 | 24 | "Malediktator" "O Ditador" "Maledikteur"                                                                                          | Thomas Astruc Benoît Boucher                     | Thomas Astruc Matthieu Choquet Fred Lenoir Sébastien Thibaudeau                | 28 de outubro de 2018  | 3 de novembro de 2018  | 16 de novembro de 2018 | 222              |
| Quando Chloé fala que quer sair de Paris, seu pai, o prefeito Bourgeois, é akumatizado e transformado no Ditador. Com poder absoluto, ele agora quer fazer de tudo para realizar os sonhos de sua filha e tentar convencê-la de ficar na cidade. Será que Ladybug conseguirá derrotá-lo? - Este episódio estreou mundialmente no Canadá a 12 de outubro de 2018. |    | |                                                  |                                                                                |                        |                        |                        |                  |
| 51 | 25 | "Catalítica (O Dia dos Heróis - Parte 1)" "Dia dos Heróis - Parte 1" "Catalyste (Le jour des Héros - Partie 1)"                   | Thomas Astruc Jun Violet Jeremy Paoletti         | Thomas Astruc Matthieu Choquet Mélanie Duval Fred Lenoir Sébastien Thibaudeau  | 18 de novembro de 2018 | 16 de novembro de 2018 | 30 de novembro de 2018 | 224              |
| É o Dia dos Heróis em Paris e todos devem preparar uma boa ação. Marinette tenta impressionar a todos, mas sua mentira pode acabar saindo do controle. Porém o dia se torna um pesadelo quando Hawk Moth akumatiza Nathalie em Catalizadora para colocar o plano que ele vem preparando há tanto tempo em ação. - Este episódio estreou mundialmente na Suíça a 21 de outubro de 2018. |    | |                                                  |                                                                                |                        |                        |                        |                  |
| 52 | 26 | "Mayura (O Dia dos Heróis - Parte 2)" "Dia dos Heróis - Parte 2" "Mayura (Le jour des Héros - Partie 2)"                          | Thomas Astruc Benoît Boucher Jun Violet          | Thomas Astruc Matthieu Choquet Mélanie Duval Fred Lenoir Sébastien Thibaudeau  | 18 de novembro de 2018 | 16 de novembro de 2018 | 30 de novembro de 2018 | 225              |
| Hawk Moth põe em ação seu plano terrível, reakumatizando todos os seus antigos vilões com a ajuda da Catalizadora. Será que Ladybug, Cat Noir e sua nova equipe de super heróis conseguirão derrotar Hawk Moth e seu extraordinário exército? - Este episódio estreou mundialmente na Suíça a 3 de novembro de 2018. |    | |                                                  |                                                                                |                        |                        |                        |                  |

### 3.ª temporada (2019)
| # | ## | Título em Portugal Título no Brasil Título original                                                                                             | Dirigido por                                   | Escrito por                                                                   | Exibição original      | Exibição em Portugal   | Exibição no Brasil     | Cod. de produção |
| --- | -- | --- | ---------------------------------------------- | ----------------------------------------------------------------------------- | ---------------------- | ---------------------- | ---------------------- | ---------------- |
| 53 | 1  | "Retrovilã" "Regressa" "Rebrousse-Temps" | Thomas Astruc Jun Violet Benoît Boucher        | Thomas Astruc Fred Lenoir Sébastien Thibaudeau                                | 14 de abril de 2019    | 27 de abril de 2019    | 2 de agosto de 2019    | 304              |
| Um equívoco causado por Marinette e alguns bilhetes, faz com que uma antiga amada do Mestre Fu se transforme na poderosa Regressa, que tem a capacidade de roubar tempo aos outros. - Este episódio estreou mundialmente no Canadá a 12 de fevereiro de 2019. |    | |                                                |                                                                               |                        |                        |                        |                  |
| 54 | 2  | "Lobipai" "Papa Garou" | Thomas Astruc Jun Violet Lucie Gardes          | Thomas Astruc Mélanie Duval Fred Lenoir Sébastien Thibaudeau                  | 21 de abril de 2019    | 20 de abril de 2019    | 9 de agosto de 2019    | 306              |
| Ao perceber que Cat Noir não retribui o amor que a filha sente supostamente por ele, Tom é akumatizado, e vira um enorme e monstruoso cão-de-guarda que coloca Marinette em uma prisão mágica. Como Marinette irá escapar dessa prisão? - Este episódio estreou mundialmente na Suíça a 30 de dezembro de 2018. |    | |                                                |                                                                               |                        |                        |                        |                  |
| 55 | 3  | "Camaleão" "Camaleoa" "Caméléon" | Thomas Astruc Wilfried Pain Jun Violet         | Thomas Astruc Mélanie Duval Fred Lenoir Sébastien Thibaudeau                  | 28 de abril de 2019    | 1 de dezembro de 2018  | 15 de junho de 2019    | 301              |
| Marinette e Adrien confrontam Lila com as suas mentiras, o que a leva a pedir a Hawk Moth que a akumatize em Camaleoa, uma nova supervilã decidida a destruir Ladybug roubando a aparência dos outros. - Este episódio estreou mundialmente em Portugal a 1 de dezembro de 2018. |    | |                                                |                                                                               |                        |                        |                        |                  |
| 56 | 4  | "Animaestro" "Animaestre" "Animaestro" | Thomas Astruc Jun Violet                       | Thomas Astruc Mélanie Duval Sébastien Thibaudeau                              | 5 de maio de 2019      | 4 de maio de 2019      | 15 de junho de 2019    | 302              |
| Um diretor de cinema é akumatizado, virando o Animestre. Armado com uma máscara de super-vilão, ele está determinado a mostrar ao mundo o que filmes de animação podem fazer. Cat Noir e Ladybug devem agir rápido se não quiserem ver seus ingressos esgotados! - Este episódio estreou mundialmente no Reino Unido e Irlanda a 12 de março de 2019.                                                                         |    | |                                                |                                                                               |                        |                        |                        |                  |
| 57 | 5  | "Padeirix" "Bakerix" "Boulangerix" | Thomas Astruc Jun Violet                       | Thomas Astruc Fred Lenoir Sébastien Thibaudeau                                | 12 de maio de 2019     | 11 de maio de 2019     | 26 de julho de 2019    | 303              |
| Marinette decide conhecer o seu avô rabugento que, entretanto, se transforma num vilão determinado em livrar Paris de tudo o que seja moderno. - Este episódio estreou mundialmente na Suíça a 4 de maio de 2019. |    | |                                                |                                                                               |                        |                        |                        |                  |
| 58 | 6  | "Silenciador" "Silence" | Thomas Astruc Jun Violet                       | Thomas Astruc Mélanie Duval Fred Lenoir Sébastien Thibaudeau                  | 19 de maio de 2019     | 14 de maio de 2019     | 16 de agosto de 2019   | 307              |
| Marinette e os Kitty Section gravam um vídeo, mas o pai de XY, um produtor sem escrúpulos, rouba as ideias dos jovens amigos e incita Luka à vingança. Ladybug e Cat Noir terão que levantar a voz para detê-lo! - Este episódio estreou mundialmente na Suíça a 7 de abril de 2019. |    | |                                                |                                                                               |                        |                        |                        |                  |
| 59 | 7  | "Oblívio" "Oblivio" | Thomas Astruc Wilfried Pain Nicolas Hess       | Thomas Astruc Mélanie Duval Jean-Rémi Perrin Sébastien Thibaudeau             | 26 de maio de 2019     | 15 de maio de 2019     | 8 de novembro de 2019  | 310              |
| Ao entrarem na Torre de Montparnasse, Ladybug e Cat Noir perdem a memória e transformam-se em Marinette e Adrien na presença um do outro. Com os kwamis perdendo a memória, como eles irão relembrar de sua vida normal? - Este episódio estreou mundialmente no Reino Unido e Irlanda a 18 de março de 2019. |    | |                                                |                                                                               |                        |                        |                        |                  |
| 60 | 8  | "Tempestuosa 2" "Tormenta 2" "Climatika 2" | Thomas Astruc Wilfried Pain                    | Thomas Astruc Mélanie Duval Fred Lenoir Sébastien Thibaudeau                  | 2 de junho de 2019     | 21 de novembro de 2019 | 8 de agosto de 2019    | 317              |
| Aurora é akumatizada novamente. Agora, ela quer provar seu poder mergulhando a Terra em um inverno sem fim. Ladybug e Cat Noir terão que manter a calma se quiserem pará-la! - Este episódio estreou mundialmente no Canadá a 14 de fevereiro de 2019. |    | |                                                |                                                                               |                        |                        |                        |                  |
| 61 | 9  | "Reflekdoll" "Poupeflekta" | Thomas Astruc Jun Violet Joanna Celse          | Thomas Astruc Mélanie Duval Fred Lenoir Sébastien Thibaudeau                  | 21 de outubro de 2019  | 15 de outubro de 2019  | 6 de setembro de 2019  | 305              |
| Ladybug e Cat Noir trocam de Miraculous e, para piorar a situação, têm de enfrentar Juleka, que voltou a transformar-se em Reflekta e tem agora um sentimonstro criado por Mayura. - Este episódio estreou mundialmente no Reino Unido e Irlanda a 3 de setembro de 2019. |    | |                                                |                                                                               |                        |                        |                        |                  |
| 62 | 10 | "Oni-Chan" | Thomas Astruc Jun Violet                       | Thomas Astruc Mélanie Duval Fred Lenoir Sébastien Thibaudeau                  | 21 de outubro de 2019  | 13 de maio de 2019     | 23 de agosto de 2019   | 308              |
| Quando Lila se faz de convidada para a mansão dos Agreste, Kyoko, cega de ciúmes, transforma-se em Oni-Chan, uma vilã mascarada capaz de se teletransportar. - Este episódio estreou mundialmente na Suíça a 4 de maio de 2019. |    | |                                                |                                                                               |                        |                        |                        |                  |
| 63 | 11 | "Mirácula" "Miraculer" "Miraculeur" | Thomas Astruc Jun Violet Christophe Yoshida    | Thomas Astruc Matthieu Choquet Mélanie Duval Sébastien Thibaudeau             | 22 de outubro de 2019  | 16 de maio de 2019     | 15 de novembro de 2019 | 309              |
| Chloé queria ser chamada para mais uma missão junto com a Ladybug e o Cat Noir mas não é chamada, então em sua raiva desconta em Sabrina que é akumatizada em Miraculer. Com a habilidade de roubar os poderes dos heróis, Ladybug precisa pensar em um plano magnífico para não perder seus aliados. - Este episódio estreou mundialmente na Espanha a 15 de maio de 2019.                                                   |    | |                                                |                                                                               |                        |                        |                        |                  |
| 64 | 12 | "Puppeteer 2" "A Marionetista 2" "La Marionnettiste 2"                                                                                          | Thomas Astruc Jun Violet                       | Thomas Astruc Mélanie Duval Fred Lenoir Sébastien Thibaudeau                  | 23 de outubro de 2019  | 12 de maio de 2020     | 27 de setembro de 2019 | 321              |
| Alya e Nino tentam ajudar Marinette enquanto ela está concentrada em ter um momento a sós com Adrien no museu de cera do que em cuidar da pequena Manon, que volta a a ser a Marionetista. - Este episódio estreou mundialmente na Suíça a 13 de julho de 2019. |    | |                                                |                                                                               |                        |                        |                        |                  |
| 65 | 13 | "Desperada" | Thomas Astruc Wilfried Pain                    | Thomas Astruc Mélanie Duval Wilfried Pain Sébastien Thibaudeau                | 24 de outubro de 2019  | 16 de outubro de 2019  | 11 de outubro de 2019  | 311              |
| Quando Jagged Stone despede a sua guitarrista, ela é akumatizada em Desperada, uma supervilã cujos instrumentos mágicos transformam as pessoas em autocolantes. Para impedir que seja capturada, Ladybug tenta trazer um novo aliado para seu lado, mas talvez isso não dê muito certo. - Este episódio estreou mundialmente no Reino Unido e na Irlanda a 5 de setembro de 2019.                                             |    | |                                                |                                                                               |                        |                        |                        |                  |
| 66 | 14 | "Startrain" | Thomas Astruc Wilfried Pain Christophe Yoshida | Thomas Astruc Mélanie Duval Fred Lenoir Sébastien Thibaudeau                  | 25 de outubro de 2019  | 14 de outubro de 2019  | 25 de outubro de 2019  | 313              |
| Após não receber a resposta que tanto aguardava, a mãe de Max é akumatizada e se torna Startrain. Agora, aos comandos de um trem voador, ela quer realizar seu sonho de se tornar astronauta. Presos no espaço, como Marinette e Adrien vão conseguir derrotar a vilã? - Este episódio estreou mundialmente no Canadá a 16 de setembro de 2019.                                                                               |    | |                                                |                                                                               |                        |                        |                        |                  |
| 67 | 15 | "Caça Kwamis" "Caçadora de Kwamis" "Chasseuse de Kwamis"                                                                                        | Thomas Astruc Wilfried Pain Charles Schnek     | Thomas Astruc Mélanie Duval Fred Lenoir Sébastien Thibaudeau                  | 27 de outubro de 2019  | 27 de outubro de 2019  | 22 de novembro de 2019 | 314              |
| A Professora Mendeleiev descobre Tikki e Plagg e vai à televisão revelar a existência dos kwamis. Porém, as coisas não dão muito certo quando os kwamis não conseguem ser filmados, e ela acaba sendo akumatizada na Caçadora de Kwamis, colocando em risco as identidades dos heróis. - Este episódio estreou mundialmente na Suíça a 12 de outubro de 2019.                                                                 |    | |                                                |                                                                               |                        |                        |                        |                  |
| 68 | 16 | "Festim" "Faminto" "Festin" | Thomas Astruc Wilfried Pain                    | Thomas Astruc Fred Lenoir Sébastien Thibaudeau                                | 28 de outubro de 2019  | 18 de novembro de 2019 | 1 de novembro de 2019  | 315              |
| Quando o passado do Mestre Fu volta para assombrá-lo, ele pega de volta os Miraculous da Marinette e Adrien para protegê-los. Mas os heróis estão dispostos à qualquer coisa para defendê-lo, mesmo que isso signifique estar sem seus poderes para enfrentar um sentimonstro. - Este episódio estreou mundialmente no Canadá a 17 de setembro de 2019.                                                                       |    | |                                                |                                                                               |                        |                        |                        |                  |
| 69 | 17 | "Ikari Gozen" "Ikari Iozen" "Ikari Gozen" | Thomas Astruc Jun Violet Cyril Adam            | Thomas Astruc Mélanie Duval Fred Lenoir Sébastien Thibaudeau                  | 29 de outubro de 2019  | 11 de maio de 2020     | 8 de novembro de 2019  | 318              |
| Em um concurso especial para passar um dia com Adrien, Marinette e Kyoko acabam caindo como uma dupla, desagradando a heroína. A mãe de Kyoko acaba sendo akumatizada, e prende sua filha com seus poderes. Ladybug e Cat Noir precisarão criar um plano de confiança para salvar a garota. - Este episódio estreou oficialmente no Canadá a 18 de setembro de 2019. Foi exibido primeiramente a 19 de julho de 2019 na SDCC. |    | |                                                |                                                                               |                        |                        |                        |                  |
| 70 | 18 | "Timetagger" "Tagueador do Tempo" "Timetagger"                                                                                                  | Thomas Astruc Jun Violet Cyril Adam            | Thomas Astruc Mélanie Duval Fred Lenoir Sébastien Thibaudeau                  | 30 de outubro de 2019  | 25 de maio de 2019     | 20 de setembro de 2019 | 319              |
| Ladybug e Cat Noir acabam recebendo dois viajantes do futuro: um vilão que veio para capturar seus Miraculous e uma heroína que veio ajuda-los. O futuro e o passado depende deles! - Este episódio estreou mundialmente na Suíça a 18 de maio de 2019. |    | |                                                |                                                                               |                        |                        |                        |                  |
| 71 | 19 | "Penetra" "O Penetra" "Trouble Fête" | Thomas Astruc Wilfried Pain Nicolas Hess       | Thomas Astruc Mélanie Duval Fred Lenoir Sébastien Thibaudeau                  | 31 de outubro de 2019  | 19 de novembro de 2019 | 18 de outubro de 2019  | 320              |
| Um fã de Adrien, Wayem, é akumatizado após saber de uma festa que está acontecendo na casa do modelo, tendo um ataque de ciúmes por não poder participar. Com um poder específico, Ladybug corre um risco de não conseguir derrota-lo. - Este episódio estreou mundialmente na Suíça a 6 de julho de 2019. |    | |                                                |                                                                               |                        |                        |                        |                  |
| 72 | 20 | "Gamer 2.0" "Jogador 2.0" "Gamer 2.0" | Thomas Astruc Wilfried Pain Manon Sedra        | Thomas Astruc Mélanie Duval Fred Lenoir Sébastien Thibaudeau                  | 3 de novembro de 2019  | 20 de novembro de 2019 | 13 de setembro de 2019 | 316              |
| Max criou um videojogo em que ex-akumatizados lutam entre si, mas não arranja ninguém disposto a testá-lo. Deprimido, Max transforma-se novamente no Jogador 2.0. - Este episódio estreou mundialmente na Suíça a 15 de junho de 2019. |    | |                                                |                                                                               |                        |                        |                        |                  |
| 73 | 21 | "Gato Blanco" "Cat Blanc" "Chat Blanc" | Thomas Astruc                                  | Thomas Astruc Mélanie Duval Fred Lenoir Sébastien Thibaudeau                  | 10 de novembro de 2019 | 13 de maio de 2020     | 15 de novembro de 2019 | 322              |
| Marinette usa os seus poderes para deixar um presente a Adrien, que descobre a sua identidade secreta, e as consequências para o futuro são devastadoras. - Este episódio estreou mundialmente na Suíça a 9 de novembro de 2019. |    | |                                                |                                                                               |                        |                        |                        |                  |
| 74 | 22 | "Félix" | Thomas Astruc                                  | Thomas Astruc Mélanie Duval Fred Lenoir Sébastien Thibaudeau                  | 17 de novembro de 2019 | 14 de maio de 2020     | 22 de novembro de 2019 | 323              |
| No aniversário da morte da mãe de Adrien, Marinette ganha finalmente coragem para se declarar. Porém, o primo de Adrien faz-se passar por ele e responde de forma cruel. - Este episódio estreou mundialmente no Reino Unido e Irlanda a 13 de novembro de 2019. |    | |                                                |                                                                               |                        |                        |                        |                  |
| 75 | 23 | "Ladybug" | Thomas Astruc Wilfried Pain Isabelle Lemaux    | Thomas Astruc Mélanie Duval Fred Lenoir Sébastien Thibaudeau                  | 24 de novembro de 2019 | 18 de maio de 2020     | 4 de outubro de 2019   | 324              |
| Lila, a manipuladora arqui-inimiga de Marinette, vira todos os amigos da nossa heroína contra ela e até faz com que seja expulsa da escola. - Este episódio estreou mundialmente no Canadá a 10 de setembro de 2019. |    | |                                                |                                                                               |                        |                        |                        |                  |
| 76 | 24 | "Chris Master" "Maître Noël" | Thomas Astruc Jun Violet Joanna Celse          | Thomas Astruc Mélanie Duval Fred Lenoir Sébastien Thibaudeau                  | 1 de dezembro de 2019  | 6 de dezembro de 2019  | 30 de agosto de 2019   | 312              |
| Marinette toma conta do irmãozinho de Nino, Chris, que depois se akumatiza em Chris Master e cria brinquedos gigantes com o seu globo de neve mágico. - Este episódio estreou mundialmente no Canadá a 8 de fevereiro de 2019. |    | |                                                |                                                                               |                        |                        |                        |                  |
| 77 | 25 | "Papamor (A Batalha dos Miraculous - Parte 1)" "A Batalha dos Miraculous - Parte 1" "Mangeamour (La Bataille des Miraculous - Partie 1)"        | Thomas Astruc Wilfried Pain Nicolas Hess       | Thomas Astruc Mélanie Duval Fred Lenoir Sébastien Thibaudeau                  | 8 de dezembro de 2019  | 30 de maio de 2020     | 29 de novembro de 2019 | 325              |
| No dia em que celebra 20 anos de casados, o casal Bourgeois é akumatizado em Caça-Amores, um monstro de duas cabeças que devora o amor das pessoas. - Este episódio estreou mundialmente na Ucrânia a 13 de outubro de 2019. |    | |                                                |                                                                               |                        |                        |                        |                  |
| 78 | 26 | "Mega Rainha (A Batalha dos Miraculous - Parte 2)" "A Batalha dos Miraculous - Parte 2" "Miracle Queen (La Bataille des Miraculous - Partie 2)" | Thomas Astruc Wilfried Pain Jun Violet         | Thomas Astruc Matthieu Choquet Mélanie Duval Fred Lenoir Sébastien Thibaudeau | 8 de dezembro de 2019  | 30 de maio de 2020     | 29 de novembro de 2019 | 326              |
| Hawk Moth transforma Chloé na Rainha dos Miraculous e conquista Paris, obrigando todos que já foram portadores de Miraculous a se revelarem para ela. - Este episódio estreou mundialmente na Ucrânia a 15 de outubro de 2019. |    | |                                                |                                                                               |                        |                        |                        |                  |

### 4.ª temporada (2021-22)
| # | ## | Título em Portugal Título no Brasil Título original | Dirigido por                                                   | Escrito por                                                  | Exibição original       | Exibição em Portugal   | Exibição no Brasil      | Cod. de produção |
| --- | -- | --- | -------------------------------------------------------------- | ------------------------------------------------------------ | ----------------------- | ---------------------- | ----------------------- | ---------------- |
| 79 | 1  | "Verdade" "Vérité" | Thomas Astruc Wilfried Pain Jun Violet Cyril Adam Nicolas Hess | Thomas Astruc Mélanie Duval Fred Lenoir Sébastien Thibaudeau | 11 de abril de 2021     | 15 de maio de 2021     | 13 de abril de 2021     | 401              |
| Marinette está muito confusa em relação a todos os acontecimentos de sua vida e suas responsabilidades como super-heroína. Com isso, Luka é akumatizado e transforma-se em Verdade. Com o poder de fazer as pessoas dizer a verdade, quer descobrir o segredo de Marinette. - Este episódio estreou mundialmente na Suíça a 3 de abril de 2021. |    | |                                                                |                                                              |                         |                        |                         |                  |
| 80 | 2  | "Mentiras" "Mentira" "Mensonge" | Thomas Astruc Wilfried Pain Jun Violet Cyril Adam Nicolas Hess | Thomas Astruc Mélanie Duval Fred Lenoir Sébastien Thibaudeau | 18 de abril de 2021     | 22 de maio de 2021     | 20 de abril de 2021     | 402              |
| Adrien está confuso no seu relacionamento com Kyoko. Ela tenta conseguir a atenção de Adrien, mas parece que o menino anda mentindo para ela. Depois de tantas decepções, Shadow Moth não tem outra opção se não akumatizá-la! - Este episódio estreou mundialmente na Suíça a 10 de abril de 2021.                                             |    | |                                                                |                                                              |                         |                        |                         |                  |
| 81 | 3  | "O Gang dos Segredos" "A Gangue dos Segredos" "Le Gang des Secrets" | Thomas Astruc Wilfried Pain Jun Violet Cyril Adam Nicolas Hess | Thomas Astruc Mélanie Duval Fred Lenoir Sébastien Thibaudeau | 25 de abril de 2021     | 23 de maio de 2021     | 27 de abril de 2021     | 403              |
| Marinette está exausta de ter que mentir para todos em sua volta e acaba descontando sua raiva em suas amigas, que são akumatizadas na Gangue dos Segredos, uma equipe de super-vilãs determinadas a salvá-la, quer ela goste ou não! Seus segredos vão resistir a elas? - Este episódio estreou mundialmente na Suíça a 17 de abril de 2021.   |    | |                                                                |                                                              |                         |                        |                         |                  |
| 82 | 4  | "Monsieur Pigeon 72" "Senhor Pombo 72" "M. Pigeon 72" | Thomas Astruc Wilfried Pain Jun Violet Cyril Adam Nicolas Hess | Thomas Astruc Mélanie Duval Fred Lenoir Sébastien Thibaudeau | 23 de maio de 2021      | 2 de outubro de 2021   | 8 de junho de 2021      | 404              |
| O Sr. Ramier é akumatizado em pombo pela 72.ª vez, e agora consegue transformar as pessoas em pombos maus! Marinette tenta fazer Kyoko falar com Adrien. Ladybug pede a ajuda de uma amiga muito próxima, já que ela sabe de toda a verdade. |    | |                                                                |                                                              |                         |                        |                         |                  |
| 83 | 5  | "Fu Furioso" "Furioso Fu" "Fu Furieux" | Thomas Astruc Wilfried Pain Jun Violet Cyril Adam Nicolas Hess | Thomas Astruc Mélanie Duval Fred Lenoir Sébastien Thibaudeau | 30 de maio de 2021      | 29 de maio de 2021     | 11 de maio de 2021      | 406              |
| A aparição de Su-Han, guardião celestial dos Miraculous, faz com que Ladybug tenha que provar que Mestre Fu lhe deu a missão de guardar a Caixa dos Miraculous. Como ela fará isso se Mestre Fu perdeu a memória? |    | |                                                                |                                                              |                         |                        |                         |                  |
| 84 | 6  | "Calcatriz" "Esmagadora" "Pirkell" | Thomas Astruc Wilfried Pain Jun Violet Cyril Adam Nicolas Hess | Thomas Astruc Mélanie Duval Fred Lenoir Sébastien Thibaudeau | 6 de junho de 2021      | 2 de outubro de 2021   | 25 de maio de 2021      | 407              |
| Zoé, a mais recente integrante do círculo de amigos de Marinette, é akumatizada em Esmagadora, uma vilã gigante capaz de absorver pessoas, tudo isso por culpa da pressão que Chloé faz nela. Será que Ladybug e Cat Noir estarão à altura? |    | |                                                                |                                                              |                         |                        |                         |                  |
| 85 | 7  | "Rainha Banana" "Queen Banana" | Thomas Astruc Wilfried Pain Jun Violet Cyril Adam Nicolas Hess | Thomas Astruc Mélanie Duval Fred Lenoir Sébastien Thibaudeau | 13 de junho de 2021     | 30 de maio de 2021     | 1 de junho de 2021      | 408              |
| Quando Chloé é akumatizada em Rainha Banana, Ladybug decide confiar um Miraculous para uma nova e promissora aliada. Ela terá que ajudá-la a parar a super-vilã e o seu gorila gigante. - Este episódio estreou mundialmente na Alemanha a 28 de maio de 2021.                                                                                  |    | |                                                                |                                                              |                         |                        |                         |                  |
| 86 | 8  | "Culpabismo" "Remorso" "Culpabysse" | Thomas Astruc Wilfried Pain Jun Violet Cyril Adam Nicolas Hess | Thomas Astruc Mélanie Duval Fred Lenoir Sébastien Thibaudeau | 20 de junho de 2021     | 5 de junho de 2021     | 4 de maio de 2021       | 411              |
| Rose conta para Juleka um segredo, mas Juleka acaba deixando isso escapar, sendo reakumatizada em Reflekta, ela é invadida por um sentimento de culpa. Ladybug e Cat Noir chama uma nova aliada cheia de positividade com um novo super poder.                                                                                                  |    | |                                                                |                                                              |                         |                        |                         |                  |
| 87 | 9  | "Crocoduelo" "Crocoduel" | Thomas Astruc Wilfried Pain Jun Violet Cyril Adam Nicolas Hess | Thomas Astruc Mélanie Duval Fred Lenoir Sébastien Thibaudeau | 29 de agosto de 2021    | 3 de outubro de 2021   | 3 de agosto de 2021     | 412              |
| No aniversário de Luka e Juleka, Marinette acaba tendo um plano falho em relação ao aniversariante e diante a toda confusão, duas pessoas são akumatizadas na festa, causando uma confusão em Paris. Ladybug e Cat Noir precisarão da ajuda de uma aliada com muita força.                                                                      |    | |                                                                |                                                              |                         |                        |                         |                  |
| 88 | 10 | "Optigami" | Thomas Astruc Wilfried Pain Jun Violet Cyril Adam Nicolas Hess | Thomas Astruc Mélanie Duval Fred Lenoir Sébastien Thibaudeau | 5 de setembro de 2021   | 9 de outubro de 2021   | 15 de junho de 2021     | 413              |
| Agora, como Shadow Moth conhece as identidades de alguns dos super-heróis, ele forja um novo plano para descobrir a identidade de Ladybug. Para isso, Nathalie cria um novo e perigoso sentimonstro: Optigami. O sentimonstro é capaz de observar os heróis. - Este episódio estreou mundialmente na Alemanha a 30 de maio de 2021.             |    | |                                                                |                                                              |                         |                        |                         |                  |
| 89 | 11 | "Sentibolhas" "Sentibolha" "Sentibulleur" | Thomas Astruc Wilfreid Pain Jun Violet Cyril Adam Nicolas Hass | Thomas Astruc Mélanie Duval Fred Lenoir Sébastien Thibaudeau | 12 de setembro de 2021  | 10 de outubro de 2021  | 6 de julho de 2021      | 414              |
| Agora que Shadow Moth sabe que Alya é a Rena Rouge, ele vai usar seu Sentimonstro para prender todas as pessoas que ela mais ama em bolhas no céu de Paris. A condição para soltá-los é simples: trair Ladybug e Cat Noir. Será que ela conseguirá salvar a todos sozinha dessa vez?                                                            |    | |                                                                |                                                              |                         |                        |                         |                  |
| 90 | 12 | "Lacrimoso" "Lastimador" "Larme Ultime" | Thomas Astruc Wilfried Pain Jun Violet Cyril Adam Nicolas Hess | Thomas Astruc Mélanie Duval Fred Lenoir Sébastien Thibaudeau | 19 de setembro de 2021  | 14 de novembro de 2021 | 13 de julho de 2021     | 417              |
| Esconder segredos e a verdadeira identidade é muito difícil e Alya está prestes a descobrir. Forçada a mentir para Nino, Alya fica confusa e acaba fazendo Nino acreditar que está apaixonada por Cat Noir. Nino fará de tudo para se vingar de seu herói. O Shadow Moth vai tirar vantagem da situação, é claro.                               |    | |                                                                |                                                              |                         |                        |                         |                  |
| 91 | 13 | "Sanguessuga" "Sangsure" | Thomas Astruc Wilfried Pain Jun Violet Cyril Adam Nicolas Hess | Thomas Astruc Mélanie Duval Fred Lenoir Sébastien Thibaudeau | 26 de setembro de 2021  | 3 de outubro de 2021   | 20 de julho de 2021     | 410              |
| Mylène, apoiada por Ivan, está tentando impedir que um projeto do prefeito destrua uma praça da cidade. O Ditador acaba retornando após uma greve feita pelos estudantes, e acompanhado por um sentimonstro. Ladybug decide confiar em uma nova aliada para salvar Paris.                                                                       |    | |                                                                |                                                              |                         |                        |                         |                  |
| 92 | 14 | "Wishmaker" "Realizador de Sonhos" "Exauceur" | Thomas Astruc Wilfried Pain Jun Violet Cyril Adam Nicolas Hess | Thomas Astruc Mélanie Duval Fred Lenoir Sébastien Thibaudeau | 3 de outubro de 2021    | 23 de novembro de 2021 | 24 de agosto de 2021    | 418              |
| Enquanto acontece a Semana de Profissões em Paris, Marinette e Adrien refletem sobre o que querem ser quando crescer. Um super vilão aparece para forçar as pessoas a viverem seus sonhos de infância. - Este episódio estreou mundialmente nos Estados Unidos a 7 de agosto de 2021.                                                           |    | |                                                                |                                                              |                         |                        |                         |                  |
| 93 | 15 | "Hack-San" | Thomas Astruc Wilfried Pain Jun Violet Cyril Adam Nicolas Hess | Thomas Astruc Mélanie Duval Fred Lenoir Sébastien Thibaudeau | 10 de outubro de 2021   | 13 de novembro de 2021 | 14 de setembro de 2021  | 416              |
| Marinette precisa sair de Paris por um dia para o aniversário de sua tia em Londres, mas o medo de acontecer algo na ausência de Ladybug a deixa super nervosa, fazendo ela entregar seu miraculous a uma pessoa de confiança. Shadow Moth consegue infectar o robô de Max com um vírus do mal para reakumatizá-lo justamente nesse dia.        |    | |                                                                |                                                              |                         |                        |                         |                  |
| 94 | 16 | "Simpleman" "Simplificador" "Simplificator" | Thomas Astruc Wilfried Pain Jun Violet Cyril Adam Nicolas Hess | Thomas Astruc Mélanie Duval Fred Lenoir Sébastien Thibaudeau | 17 de outubro de 2021   | 24 de novembro de 2021 | 28 de setembro de 2021  | 419              |
| Adrien pede um favor a Marinette, que não sabe dizer não e acaba deixando seu avô tomando conta das 4 crianças que ela estava cuidando para ajudar Adrien. O que ela não percebe é que isso acaba tornando seu avô o próximo alvo do Shadow Moth.                                                                                               |    | |                                                                |                                                              |                         |                        |                         |                  |
| 95 | 17 | "Glaciator 2" | Thomas Astruc Wilfried Pain Jun Violet Cyril Adam Nicolas Hess | Thomas Astruc Mélanie Duval Fred Lenoir Sébastien Thibaudeau | 24 de outubro de 2021   | 22 de novembro de 2021 | 9 de novembro de 2021   | 415              |
| Ladybug e Cat Noir enfrentam Glaciator que está novamente convencido de que os heróis estão apaixonados. Quando Cat Noir diz que concorda com ele, Ladybug lembra que eles não podem ficar juntos e que sua insistência está se tornando bastante irritante. Marinette e Cat Noir passam um dia juntos.                                         |    | |                                                                |                                                              |                         |                        |                         |                  |
| 96 | 18 | "Querida Família" "Família Querida" "Chère Famille" | Thomas Astruc Wilfried Pain Jun Violet Cyril Adam Nicolas Hess | Thomas Astruc Mélanie Duval Fred Lenoir Sébastien Thibaudeau | 31 de outubro de 2021   | 25 de novembro de 2021 | 19 de outubro de 2021   | 421              |
| Quando seus pais, seu avô e avó são akumatizados juntos e Tikki está louca por doce, Marinette se vê encurralada em meio a um desespero para salvar a todos. Plagg conta a Adrien sobre o descontrole de Tikki. |    | |                                                                |                                                              |                         |                        |                         |                  |
| 97 | 19 | "Efémero" "Efêmero" "Ephémère" | Thomas Astruc Wilfried Pain Jun Violet Cyril Adam Nicolas Hess | Thomas Astruc Mélanie Duval Fred Lenoir Sébastien Thibaudeau | 7 de novembro de 2021   | 5 de dezembro de 2021  | 23 de novembro de 2021  | 422              |
| Para derrotar um vilão, Ladybug convoca os super-heróis quando tudo que ela precisava era do Cat Noir e de seu cataclismo. Mas por não saber sua identidade secreta não pode convocá-lo. O Guardião Celestial dos Miraculous diz que esta situação não pode continuar e dá um ultimato para Ladybug.                                            |    | |                                                                |                                                              |                         |                        |                         |                  |
| 98 | 20 | "Gabriel Agreste" | Thomas Astruc Wilfried Pain Jun Violet Cyril Adam Nicolas Hess | Thomas Astruc Mélanie Duval Fred Lenoir Sébastien Thibaudeau | 14 de novembro de 2021  | 4 de dezembro de 2021  | 30 de novembro de 2021  | 409              |
| Marinette consegue se infiltrar no jantar que está acontecendo na mansão dos Agreste, mas descobre que um super-vilão também foi convidado. Félix tenta mexer nas coisas de seu tio na intenção de descobrir mais sobre ele. |    | |                                                                |                                                              |                         |                        |                         |                  |
| 99 | 21 | "Psicomediante" "Psicomédia" "Psycomédien" | Thomas Astruc Wilfried Pain Jun Violet Cyril Adam Nicolas Hess | Thomas Astruc Mélanie Duval Fred Lenoir Sébastien Thibaudeau | 13 de fevereiro de 2022 | 14 de maio de 2022     | 31 de janeiro de 2022   | 405              |
| Nino diz para Marinette que Adrien é fã de um famoso comediante. Porém, o famoso foi akumatizado em Psicomediante, capaz de impor emoções em qualquer um, ele quer tirar o sorriso do rosto de todos, começando com Ladybug e Cat Noir. - Este episódio estreou mundialmente na Suíça a 29 de janeiro de 2022.                                  |    | |                                                                |                                                              |                         |                        |                         |                  |
| 100 | 22 | "Kuro Neko" | Thomas Astruc Wilfried Pain Jun Violet Cyril Adam Nicolas Hess | Thomas Astruc Mélanie Duval Fred Lenoir Sébastien Thibaudeau | 20 de fevereiro de 2022 | 21 de maio de 2022     | 24 de janeiro de 2022   | 423              |
| Ladybug conseguiu montar uma equipe incrível de super-heróis agora que ela é a Guardiã dos Miraculous, mas Cat Noir está sentindo de lado e decidiu desistir do seu Miraculous. Agora Ladybug precisará procurar um portador para o Miraculous do gato.                                                                                         |    | |                                                                |                                                              |                         |                        |                         |                  |
| 101 | 23 | "Penalteam" "Penaltime" "Penalteam" | Thomas Astruc Wilfried Pain Jun Violet Cyril Adam Nicolas Hess | Thomas Astruc Mélanie Duval Fred Lenoir Sébastien Thibaudeau | 27 de fevereiro de 2022 | 22 de maio de 2022     | 14 de fevereiro de 2022 | 424              |
| Quando uma das vítimas favoritas de Shadow Moth é akumatizada em Penaltime, uma terrível equipe de super-vilãs, Ladybug chama sua própria equipe de super-heróis para enfrentá-la. Ela decide confiar em mais algumas pessoas para lidar com o perigo.                                                                                          |    | |                                                                |                                                              |                         |                        |                         |                  |
| 102 | 24 | "Qilin" | Thomas Astruc Wilfried Pain Jun Violet Cyril Adam Nicolas Hess | Thomas Astruc Mélanie Duval Fred Lenoir Sébastien Thibaudeau | 6 de março de 2022      | 15 de maio de 2022     | 7 de março de 2022      | 420              |
| Sabine é akumatizada em Qilin após ser injustiçada por um fiscal de ônibus, já que Marinette está com as passagens em sua bolsa. Agora, Ladybug precisa salvar sua mãe e convencer a polícia a colaborar. - Este episódio estreou mundialmente nos Estados Unidos a 12 de fevereiro de 2021.                                                    |    | |                                                                |                                                              |                         |                        |                         |                  |
| 103 | 25 | "Risco (O Ataque Final de Sombra Traça - Parte 1)" "Risco (O Ataque Final de Shadow Moth - Parte 1)" "Risque (La Dernière Attaque de Pappillombre - Partie 1)"                | Thomas Astruc Wilfried Pain Jun Violet Cyril Adam Nicolas Hess | Thomas Astruc Mélanie Duval Fred Lenoir Sébastien Thibaudeau | 13 de março de 2022     | 28 de maio de 2022     | 10 de março de 2022     | 425              |
| Percebendo que a cautela de Ladybug é a razão pela qual ela sempre vence, Shadow Moth prepara um plano diabólico para criar um super-vilão que pode forçar suas vítimas a correrem todos os tipos de riscos. - Este episódio estreou mundialmente nos Estados Unidos a 5 de março de 2022.                                                      |    | |                                                                |                                                              |                         |                        |                         |                  |
| 104 | 26 | "Strikeback (O Ataque Final de Sombra Traça - Parte 2)" "Contra-ataque (O Ataque Final de Shadow Moth - Parte 2)" "Réplique (La Dernière Attaque de Pappillombre - Partie 2)" | Thomas Astruc Wilfried Pain Jun Violet Cyril Adam Nicolas Hess | Thomas Astruc Mélanie Duval Fred Lenoir Sébastien Thibaudeau | 13 de março de 2022     | 28 de maio de 2022     | 10 de março de 2022     | 426              |
| A armadilha de Shadow Moth aproxima-se de Ladybug e do Cat Noir, ameaçando virar o seu destino de cabeça para baixo. Decisões importantes podem mudar o rumo dos heróis. |    | |                                                                |                                                              |                         |                        |                         |                  |

### 5.ª temporada (2022-23)
| # | ## | Título em Portugal Título no Brasil Título original                                                                       | Dirigido por                                                   | Escrito por                                                  | Exibição original      | Exibição em Portugal   | Exibição no Brasil      | Cod. de produção |
| --- | -- | --- | -------------------------------------------------------------- | ------------------------------------------------------------ | ---------------------- | ---------------------- | ----------------------- | ---------------- |
| 105 | 1  | "Evolução" "Évolution" | Thomas Astruc Wilfried Pain Jun Violet Cyril Adam Nicolas Hess | Thomas Astruc Mélanie Duval Fred Lenoir Sébastien Thibaudeau | 24 de outubro de 2022  | 29 de outubro de 2022  | 10 de outubro de 2022   | 501              |
| Depois de roubar todos os Miraculous, Shadow Moth vira Monarch e usa o Miraculous do Coelho para retornar a um momento vulnerável de Ladybug e Cat Noir no passado para tentar descobrir suas identidades e capturar seus Miraculous. Bunnyx volta e irá ajudar os heróis a recuperar o Miraculous do tempo. |    | |                                                                |                                                              |                        |                        |                         |                  |
| 106 | 2  | "Multiplicação" "Multiplication"                                                                                          | Thomas Astruc Wilfried Pain Jun Violet Cyril Adam Nicolas Hess | Thomas Astruc Mélanie Duval Fred Lenoir Sébastien Thibaudeau | 25 de outubro de 2022  | 29 de outubro de 2022  | 17 de outubro de 2022   | 502              |
| Su-Han briga com os heróis após a perda dos Miraculous. Marinette decide desistir do seu amor por Adrien para evitar novos desastres e foca em se preparar para lutar com Monarch, mas os dias passam e nenhum akumatizado aparece para atormentar Paris. Ela se pergunta se o vilão desistiu. Gabriel cria um plano mais elaborado para atacar os heróis, com a ajuda de Tomoe Tsurugi. |    | |                                                                |                                                              |                        |                        |                         |                  |
| 107 | 3  | "Destruição" "Destruction"                                                                                                | Thomas Astruc Wilfried Pain Jun Violet Cyril Adam Nicolas Hess | Thomas Astruc Mélanie Duval Fred Lenoir Sébastien Thibaudeau | 26 de outubro de 2022  | 5 de novembro de 2022  | 17 de outubro de 2022   | 503              |
| E se Hawk Moth pudesse forçar os kwamis que conhecem o endereço de Ladybug a levá-lo até ela? E se Hawk Moth aparecesse na casa de Marinette Dupain-Cheng, ela seria capaz de escapar dele? |    | |                                                                |                                                              |                        |                        |                         |                  |
| 108 | 4  | "Alegria" "Júbilo" "Jubilation"                                                                                           | Thomas Astruc Wilfried Pain Jun Violet Cyril Adam Nicolas Hess | Thomas Astruc Mélanie Duval Fred Lenoir Sébastien Thibaudeau | 27 de outubro de 2022  | 12 de novembro de 2022 | 24 de outubro de 2022   | 504              |
| Marinette fica surpresa ao descobrir que uma ex-colega de escola, Jaqueline, está se passando por Ladybug. Ela tenta dissuadi-la de se arriscar dessa forma, mas Monarch vem atrás de Jaqueline, convencida de que ela é a verdadeira Ladybug. Será que a Ladybug e o Cat Noir reais vão conseguir salvá-la? |    | |                                                                |                                                              |                        |                        |                         |                  |
| 109 | 5  | "Determinação" "Détermination"                                                                                            | Thomas Astruc Wilfried Pain Jun Violet Cyril Adam Nicolas Hess | Thomas Astruc Mélanie Duval Fred Lenoir Sébastien Thibaudeau | 28 de outubro de 2022  | 26 de novembro de 2022 | 31 de outubro de 2022   | 506              |
| Luka e Kyoko percebem que Adrien e Marinette ainda estão incertos sobre seus sentimentos, então marcam um encontro no Muséu Grévin. Adrien e Marinette agem desajeitadamente um com o outro, com isso Luka e Kyoko decidem trancá-los em uma sala para resolver as coisas. Enquanto isso, a diretora do museu, Véronique, tenta revelar estátuas dos heróis temporários, mas o prefeito Bourgeois se opõe, ameaçando fechar o museu. |    | |                                                                |                                                              |                        |                        |                         |                  |
| 110 | 6  | "Paixão" "Passion" | Thomas Astruc Wilfried Pain Jun Violet Cyril Adam Nicolas Hess | Thomas Astruc Mélanie Duval Fred Lenoir Sébastien Thibaudeau | 31 de outubro de 2022  | 3 de dezembro de 2022  | 7 de novembro de 2022   | 507              |
| Enquanto Marinette tenta se convencer de que ama Cat Noir para tentar esquecer Adrien , Adrien, que desistiu de se apaixonar por Ladybug , tenta encontrar uma maneira de declarar seus sentimentos a Marinette. Enquanto tudo vira de cabeça para baixo em suas vidas, Ladybug e Cat Noir trocam seus Miraculous para escapar de Nathalie, que foi akumatizada. Mas o retorno de Mister Bug está prestes a tornar as coisas ainda mais confusas no coração de Lady Noire. |    | |                                                                |                                                              |                        |                        |                         |                  |
| 111 | 7  | "Reunião" "Réunion" | Thomas Astruc Wilfried Pain Jun Violet Cyril Adam Nicolas Hess | Thomas Astruc Mélanie Duval Fred Lenoir Sébastien Thibaudeau | 1 de novembro de 2022  | 3 de dezembro de 2022  | 14 de novembro de 2022  | 508              |
| Alya e Marinette descobrem que o kwagatama pode ser usado para invocar as memórias de antigos portadores de Miraculous. Ela decide entrar em contato com Joana d'Arc, que no passado foi uma super-heroína, a fim de perguntar sobre seu romance com o antigo portador do Miraculous de Gato. Enquanto isso, Jalil está chateado com a ausência de sua irmã, Alix, acreditando que Ladybug é uma vilã por escondê-la. Ele escolhe ser akumatizado de volta ao Faraó, desta vez com o poder de proteção do Miraculous da Tartaruga e a capacidade de criar paredes com o livro da verdade.                                                                |    | |                                                                |                                                              |                        |                        |                         |                  |
| 112 | 8  | "Ilusão" "Illusion" | Thomas Astruc Wilfried Pain Jun Violet Cyril Adam Nicolas Hess | Thomas Astruc Mélanie Duval Fred Lenoir Sébastien Thibaudeau | 2 de novembro de 2022  | 26 de novembro de 2022 | 5 de dezembro de 2022   | 505              |
| Para ajudar Ladybug e Cat Noir a descobrir como Monarch dá a seus vilões poderes dos miraculous, Nino forma uma "rede de resistência" e pretendem filmar uma akumatização. Ele junto a Alya, Adrien e Marinette humilham Gabriel em uma reunião de pais e professores, mas ele parece não se incomodar. Na realidade, Lila, tendo espionado os amigos de Nino, conta a ele sobre o plano, então ele decide fingir sua akumatização no Colecionador com uma Miragem detalhada. |    | |                                                                |                                                              |                        |                        |                         |                  |
| 113 | 9  | "Euforia" "Colisão" "Exaltation"                                                                                          | Thomas Astruc Wilfried Pain Jun Violet Cyril Adam Nicolas Hess | Thomas Astruc Mélanie Duval Fred Lenoir Sébastien Thibaudeau | 3 de novembro de 2022  | 10 de dezembro de 2022 | 12 de dezembro de 2022  | 509              |
| Alya ainda não está convencida de que Marinette não sente mais nada por Adrien. Quando Cat Noir vê Marinette em sua varanda, ele a leva para tomar sorvete do Andre. Quando Andre os vê, ele fica chateado porque acredita que Cat Noir ama Ladybug e Marinette ama Adrien, Monarch tentou akumatizar Marinette, mas não conseguiu, então ele akumatizou Andre novamente. |    | |                                                                |                                                              |                        |                        |                         |                  |
| 114 | 10 | "Transmissão (A Escolha dos Kwamis - Parte 1)" "Transmission (Le choix des Kwamis - Partie 1)"                            | Thomas Astruc Wilfried Pain Jun Violet Cyril Adam Nicolas Hess | Thomas Astruc Mélanie Duval Fred Lenoir Sébastien Thibaudeau | 2 de abril de 2023     | 25 de março de 2023    | 12 de dezembro de 2022  | 510              |
| Tikki e Plagg lamentam ver seus portadores tão tristes por terem que desistir dos seus sentimentos. Então, os kwamis fazem uma escolha drástica que mudará muitas coisas em Paris: novos portadores dos miraculous. Esses novos portadores terão a missão de derrotar um akumatizado com 5 poderes diferentes. Enquanto isso, Adrien e Marinette tentam estabelecer um relacionamento. |    | |                                                                |                                                              |                        |                        |                         |                  |
| 115 | 11 | "Deflagração (A Escolha dos Kwamis - Parte 2)" "Déflagration (Le choix des Kwamis - Partie 2)"                            | Thomas Astruc Wilfried Pain Jun Violet Cyril Adam Nicolas Hess | Thomas Astruc Mélanie Duval Fred Lenoir Sébastien Thibaudeau | 2 de abril de 2023     | 25 de março de 2023    | 14 de fevereiro de 2023 | 511              |
| Scarabella e Kitty Noire são as novas super-heroínas de Paris. Porém, Monarch consegue identificar suas identidades secretas por conta das alliances que dão dados das portadoras. Ele cria um plano para conseguir finalmente roubar os Miraculous da joaninha e do gato. Tikki e Plagg precisam tomar uma decisão. |    | |                                                                |                                                              |                        |                        |                         |                  |
| 116 | 12 | "Perfeição" "Perfection"                                                                                                  | Thomas Astruc Wilfried Pain Jun Violet Cyril Adam Nicolas Hess | Thomas Astruc Mélanie Duval Fred Lenoir Sébastien Thibaudeau | 9 de abril de 2023     | 19 de junho de 2023    | 21 de novembro de 2022  | 512              |
| Marinette continua resistindo a declarar seu amor por Adrien, apesar de seus amigos, incluindo Kyoko, induzi-la a falar a verdade. Chega ao ponto que quando Adrien e Kitty Section tocam uma canção de amor para Marinette, ela ainda não consegue se expressar. Alya e Kyoko tentam confortá-la, mas ela rejeita seus conselhos, alegando ser Ladybug a impedindo. Com base em uma lista de amizade criada por Lila, Kyoko está convencida de que Marinette não quer ser sua amiga, permitindo que ela seja akumatizada em "Ryukomori", e seu único objetivo é ser livre e se sentir em paz.                                                           |    | |                                                                |                                                              |                        |                        |                         |                  |
| 117 | 13 | "Migração" "Migration" | Thomas Astruc Wilfried Pain Jun Violet Cyril Adam Nicolas Hess | Thomas Astruc Mélanie Duval Fred Lenoir Sébastien Thibaudeau | 16 de abril de 2023    | 20 de junho de 2023    | 13 de abril de 2023     | 513              |
| Luka desperta o interesse do proprietário da gravadora Bob Roth. Mas Bob subestima Luka, que está pronto para sempre defender seus valores e seus amigos. Monarch acaba descobrindo que Luka sabe segredos importantes, com isso o adolescente precisa tomar uma decisão para impedir o vilão de ataca-lo. |    | |                                                                |                                                              |                        |                        |                         |                  |
| 118 | 14 | "Gozação" "Zombaria" "Dérision"                                                                                           | Thomas Astruc Wilfried Pain Jun Violet Cyril Adam Nicolas Hess | Thomas Astruc Mélanie Duval Fred Lenoir Sébastien Thibaudeau | 16 de abril de 2023    | 21 de junho de 2023    | 14 de abril de 2023     | 514              |
| Marinette está prestes a ter um encontro normal com Adrien mas ela começa a sofrer repetidos ataques de pânico. Criando uma situação emocional que pode torná-la um alvo de Monarch. Marinette acaba relembrando de traumas do passado, que trouxeram consequências ao seu possível relacionamento com Adrien. |    | |                                                                |                                                              |                        |                        |                         |                  |
| 119 | 15 | "Intuição" "Intuition" | Thomas Astruc Wilfried Pain Jun Violet Cyril Adam Nicolas Hess | Thomas Astruc Mélanie Duval Fred Lenoir Sébastien Thibaudeau | 23 de abril de 2023    | 22 de junho de 2023    | 12 de junho de 2023     | 515              |
| Monarch é realmente azarado quando se trata do poder da intuição. Ou o Talismã de Ladybug continua se adaptando à situação, ou a imprevisibilidade de Cat Noir estraga tudo no último segundo! Mas quando as tecnologias Tsurugi decidem testar seu novo avião espacial, Monarch sente uma ocasião única para obter uma segunda chance real. Claudia Kanté participa de um teste especial para os alunos da escola durante sua viagem no espaço. |    | |                                                                |                                                              |                        |                        |                         |                  |
| 120 | 16 | "Proteção" "Protection"                                                                                                   | Thomas Astruc Wilfried Pain Jun Violet Cyril Adam Nicolas Hess | Thomas Astruc Mélanie Duval Fred Lenoir Sébastien Thibaudeau | 30 de abril de 2023    | 23 de junho de 2023    | 28 de novembro de 2022  | 516              |
| Os amigos de Marinette e Adrien continuam tentando ajudar eles a confessarem seus sentimentos. Por outro lado, os pais de Adrien e Kyoko tentam forçar seus filhos a ficarem juntos. Adrien rejeita a decisão deles e decide deixar seu amor por Marinette acontecer naturalmente. Eles acabam tendo um encontro na mansão, mas Lila, conhecendo a identidade secreta de Gabriel, orquestra a akumatização de Kyoko em "Revanche Prime", que além de seus antigos poderes pode aplicar escudos com o poder de proteção do Miraculous da Tartaruga. Kyoko assume seus sentimentos.                                                                        |    | |                                                                |                                                              |                        |                        |                         |                  |
| 121 | 17 | "Adoração" "Adoration" | Thomas Astruc Wilfried Pain Jun Violet Cyril Adam Nicolas Hess | Thomas Astruc Mélanie Duval Fred Lenoir Sébastien Thibaudeau | 7 de maio de 2023      | 4 de novembro de 2023  | 19 de junho de 2023     | 517              |
| Quando Marinette e Zoe são escolhidas para organizar a festa de fim de ano do colégio, Marinette descobre que Zoe está secretamente apaixonada por alguém do nono ano da escola. Ela tenta descobrir o segredo da amiga e se surpreende. Lila e Chloe bolam um plano de akumatizarem Sabrina, para conseguirem destruir a vida de Marinette. |    | |                                                                |                                                              |                        |                        |                         |                  |
| 122 | 18 | "Emoção" "Emotion" | Thomas Astruc Wilfried Pain Jun Violet Cyril Adam Nicolas Hess | Thomas Astruc Mélanie Duval Fred Lenoir Sébastien Thibaudeau | 14 de maio de 2023     | 5 de novembro de 2023  | 21 de novembro de 2022  | 518              |
| Adrien e Kyoko são convidados para a "Baile Diamante", uma festa para os maiores empresários do Mundo e seus filhos, contra a vontade de seus pais. Marinette, que já está cada vez mais próxima do primeiro, decide se juntar a ele, substituindo Zoé, que desistiu do evento. Lá, ela descobre que Adrien é na verdade Félix disfarçado. Usando o Miraculous do Pavão, ele se transforma em "Argos", e usa um sentimonstro chamado "Lua Vermelha" para apagar as pessoas da existência, com a intenção de criar um mundo onde ele e seus amigos mais próximos estejam livres do controle dos outros.                                                   |    | |                                                                |                                                              |                        |                        |                         |                  |
| 123 | 19 | "Ação" "Action" | Wilfried Pain Jun Violet Cyril Adam Nicolas Hess               | Mélanie Duval Fred Lenoir Sébastien Thibaudeau               | 17 de setembro de 2023 | 8 de junho de 2024     | 30 de setembro de 2023  | 527              |
| No episódio em que Marinette, Adrien e seus amigos querem combater ativamente a poluição plástica em Paris. A aventura leva Marinette a perceber que o grupo deveria tentar corrigir o problema na raiz, tentando se encontrar pessoalmente com o maior fabricante de plásticos e convencê-los a mudar seus hábitos - mas o supervilão Monarch tem outros planos. - Este episódio trata-se de uma parceira com a Breteau Foundation, e não faz parte da cronologia oficial da temporada. - Este episódio estreou mundialmente no serviço de assinatura francês MYTF1 Max a 10 de setembro de 2023, antes da sua estreia oficial na TF1 a 17 de setembro. |    | |                                                                |                                                              |                        |                        |                         |                  |
| 124 | 20 | "Pretensão" "Prétention"                                                                                                  | Thomas Astruc Wilfried Pain Jun Violet Cyril Adam Nicolas Hess | Thomas Astruc Mélanie Duval Fred Lenoir Sébastien Thibaudeau | 23 de outubro de 2023  | 11 de novembro de 2023 | 26 de junho de 2023     | 519              |
| Marinette decide conversar com Gabriel Agreste sobre a sua relação com Adrien. A sua coragem inspira Kyoko a querer conversar com sua mãe sobre as decisões de sua vida. Argos aparece para levar Kyoko para longe de sua mãe e mais uma akumatização armada por Monarch e Tomoe é colocada em prática em busca de recuperar o Miraculous do Pavão. |    | |                                                                |                                                              |                        |                        |                         |                  |
| 125 | 21 | "Revelação" "Révélation"                                                                                                  | Thomas Astruc Wilfried Pain Jun Violet Cyril Adam Nicolas Hess | Thomas Astruc Mélanie Duval Fred Lenoir Sébastien Thibaudeau | 24 de outubro de 2023  | 12 de novembro de 2023 | 26 de junho de 2023     | 520              |
| Após Gabriel Agreste decidir tirar Lila como rosto da marca para colocar Kyoko, Lila se enfurece e decide colocar um plano perigoso em prática. Marinette continua tentando mostrar que Lila é uma mentirosa, e as ações de Chloe são questionadas quando Bustier descobre que Sabrina estava fazendo suas lições. |    | |                                                                |                                                              |                        |                        |                         |                  |
| 126 | 22 | "Confrontação" "Confrontation"                                                                                            | Thomas Astruc Wilfried Pain Jun Violet Cyril Adam Nicolas Hess | Thomas Astruc Mélanie Duval Fred Lenoir Sébastien Thibaudeau | 25 de outubro de 2023  | 18 de novembro de 2023 | 3 de julho de 2023      | 521              |
| Lila e Chloé irão defender os desejos futuros dos alunos de sua turma agora que são representantes. Adrien e Marinette ficam preocupados com o que as duas podem acabar fazendo. O plano das duas de incriminar Marinette pode causar uma akumatização. Sabrina toma uma decisão importante. - Este episódio estreou mundialmente na Suíça a 27 de maio de 2023. |    | |                                                                |                                                              |                        |                        |                         |                  |
| 127 | 23 | "Conspiração" "Collusion"                                                                                                 | Thomas Astruc Wilfried Pain Jun Violet Cyril Adam Nicolas Hess | Thomas Astruc Mélanie Duval Fred Lenoir Sébastien Thibaudeau | 26 de outubro de 2023  | 19 de novembro de 2023 | 10 de julho de 2023     | 522              |
| O fim do ano letivo está cada vez mais próximo, e novas mudanças são feitas no Françoise Dupont. Gabriel Agreste coloca um plano perigoso em prática. Lila cria um plano, auxiliando Chloé, para que a Senhorita Bustier tenha consequências. André Bourgeois tem sua credibilidade testada, enquanto Ladybug e Cat Noir correm perigo. - Este episódio estreou mundialmente na Suíça a 27 de maio de 2023. |    | |                                                                |                                                              |                        |                        |                         |                  |
| 128 | 24 | "Revolução" "Révolution"                                                                                                  | Thomas Astruc Wilfried Pain Jun Violet Cyril Adam Nicolas Hess | Thomas Astruc Mélanie Duval Fred Lenoir Sébastien Thibaudeau | 27 de outubro de 2023  | 25 de novembro de 2023 | 17 de julho de 2023     | 523              |
| Chloé está mais poderosa do que nunca e, graças a ela, Monarch também. Ladybug e Catnoir se perguntam sobre seus superpoderes, sem saber que acabaram de cair em uma armadilha maquiavélica. Adrien tenta contar a Marinette sobre sua ida a Londres, enquanto a Resistência tenta salvar Paris dos planos de Chloé. - Este episódio estreou mundialmente na Suíça a 17 de junho de 2023. |    | |                                                                |                                                              |                        |                        |                         |                  |
| 129 | 25 | "Representação" "Représentation"                                                                                          | Thomas Astruc Wilfried Pain Jun Violet Cyril Adam Nicolas Hess | Thomas Astruc Mélanie Duval Fred Lenoir Sébastien Thibaudeau | 31 de outubro de 2023  | 26 de novembro de 2023 | 24 de julho de 2023     | 524              |
| Enquanto Adrien desobedece seu pai fugindo de Londres para se juntar a Marinette, este último se akumatiza para encontrar seu filho. Ao mesmo tempo, Marinette está convencida de que Adrien está procurando por ela. Cat Noir luta contra o vilão, e a resistência decide agir. Félix e Kyoko criam um plano para contar um segredo para Marinette, mas nada poderia tê-la preparada para a descoberta. - Este episódio estreou mundialmente no Canadá a 10 de junho de 2023. |    | |                                                                |                                                              |                        |                        |                         |                  |
| 130 | 26 | "Conformação (O Dia Final - Parte 1)" "Configuração (O Último Dia - Parte 1)" "Conformation (Le dernier Jour - Partie 1)" | Thomas Astruc Wilfried Pain Jun Violet Cyril Adam Nicolas Hess | Thomas Astruc Mélanie Duval Fred Lenoir Sébastien Thibaudeau | 1 de novembro de 2023  | 2 de dezembro de 2023  | 31 de julho de 2023     | 525              |
| Monarch acaba de colocar as últimas peças de seu plano maquiavélico em seu tabuleiro de xadrez do mal. Ele não tem mais nada a perder, porque este deve ser seu último dia. O plano que ele pôs em prática é, desta vez, desproporcional. Global, implacável, radical. Se ele não conseguir o Miraculous de Ladybug e Chat Noir, o mundo viverá no caos para sempre. - Este episódio estreou mundialmente na Suíça a 1 de julho de 2023. |    | |                                                                |                                                              |                        |                        |                         |                  |
| 131 | 27 | "Recriação (O Dia Final - Parte 2)" "Recriação (O Último Dia - Parte 2)" "Re-création (Le dernier Jour - Partie 2)"       | Thomas Astruc Wilfried Pain Jun Violet Cyril Adam Nicolas Hess | Thomas Astruc Mélanie Duval Fred Lenoir Sébastien Thibaudeau | 1 de novembro de 2023  | 2 de dezembro de 2023  | 8 de agosto de 2023     | 526              |
| O plano final de Monarch está em andamento. Ladybug tem pouco tempo para tentar impedir o vilão de conseguir alcançar seu objetivo e toma uma decisão arriscada. O fim do Mundo está próximo e vários aliados de Ladybug e Cat Noir surgem para ajudar Paris. Uma luta intensa se inicia entre Ladybug e Monarch, que poderá resultar no desfecho entre o bem e o mal. - Este episódio estreou mundialmente na Suíça a 1 de julho de 2023. |    | |                                                                |                                                              |                        |                        |                         |                  |

### 6.ª temporada (2025)
| # | ## | Título em Portugal Título no Brasil Título original | Dirigido por                | Escrito por                                         | Exibição original   | Exibição em Portugal | Exibição no Brasil      | Cod. de produção |
| --- | -- | --------------------------------------------------- | --------------------------- | --------------------------------------------------- | ------------------- | -------------------- | ----------------------- | ---------------- |
| 132 | 1  | "A Desenhadora" "A Desenhista" "Dessinatriste"      | Thomas Astruc Wilfried Pain | Thomas Astruc Sébastien Thibaudeau Caroline Torelli | 23 de março de 2025 | 31 de maio de 2025   | 24 de janeiro de 2025   | 602              |
| Enquanto Marinette luta contra o seu instinto controlador, Ladybug e a sua equipa enfrentam uma vilã cheia de imaginação. |    |                                                     |                             |                                                     |                     |                      |                         |                  |
| 133 | 2  | "Sublimação" "Sublimation"                          | Thomas Astruc Wilfried Pain | Thomas Astruc Jean-Rémi Perrin Sébastien Thibaudeau | 23 de março de 2025 | 31 de maio de 2025   | 31 de janeiro de 2025   | 603              |
| Adrien faz uma nova amiga com quem Marinette também está determinada a fazer amizade, mas Marinette não tem ideia de como se tornar amiga de alguém que não precisa de ajuda. |    |                                                     |                             |                                                     |                     |                      |                         |                  |
| 134 | 3  | "Avôs Lobos" "Lobiavôs" "Papys Garous"              | Thomas Astruc Wilfried Pain | Thomas Astruc Sébastien Thibaudeau                  | 30 de março de 2025 | 7 de junho de 2025   | 7 de fevereiro de 2025  | 605              |
| Quando Adrien fica nervoso sobre conhecer os seus avós, Marinette invade o almoço para apoiá-lo, sem saber que uma guerra familiar está prestes a acontecer… |    |                                                     |                             |                                                     |                     |                      |                         |                  |
| 135 | 4  | "Pai Polícia" "Papaicop" "Daddycop"                 | Thomas Astruc Wilfried Pain | Thomas Astruc Pierre Doublier Sébastien Thibaudeau  | 6 de abril de 2025  | 7 de junho de 2025   | 14 de fevereiro de 2025 | 604              |
| Para celebrar o seu centésimo beijo com Adrien, Marinette planeia uma noite romântica, sem se lembrar de que já havia combinado uma noite de cinema com as suas amigas no mesmo horário! - Este episódio estreou mundialmente nos Estados Unidos a 8 de fevereiro de 2025. |    |                                                     |                             |                                                     |                     |                      |                         |                  |
| 136 | 5  | "Revelador" "Revelator"                             | Thomas Astruc Wilfried Pain | Thomas Astruc Sébastien Thibaudeau Caroline Torelli | 13 de abril de 2025 | 2025                 | 21 de março de 2025     | 611              |
| Marinette e Adrien, o casal mais famoso de Paris, atraem a atenção de um influenciador inescrupuloso que fará de tudo para se destacar… até mesmo destruir o amor deles. |    |                                                     |                             |                                                     |                     |                      |                         |                  |
| 137 | 6  | "Climatiqueen" "Rainha Tormenta" "Climatiqueen"     | Thomas Astruc Wilfried Pain | Thomas Astruc Sébastien Thibaudeau                  | 20 de abril de 2025 | 2025                 | 9 de maio de 2025       | 601              |
| Aurora tenta vencer um concurso, mas é akumatizada novamente, desta vez em Climatiqueen, uma vilã que controla o clima e faz uma lavagem cerebral nas pessoas com raios. Enquanto isso, Adrien procura um novo propósito após o desaparecimento do pai, e Marinette tenta ajudá-lo. - Este episódio estreou mundialmente no serviço de assinatura francês TF1+ a 16 de abril de 2025, antes da sua estreia oficial na TF1. |    |                                                     |                             |                                                     |                     |                      |                         |                  |
| 138 | 7  | "El Toro de Piedra"                                 | Thomas Astruc Wilfried Pain | Thomas Astruc Sébastien Thibaudeau Caroline Torelli | 27 de abril de 2025 | 2025                 | 16 de maio de 2025      | 607              |
| Enquanto a turma organiza um concerto para a Sra. Bustier, Marinette encontra uma carta reveladora de Gabriel Agreste nos pertences antigos de Adrien. Paralelamente, Ivan enfrenta conflitos com o seu pai, um ex-criminoso que acaba por ser akumatizado no El Toro de Piedra. - Este episódio estreou mundialmente no serviço de assinatura francês TF1+ a 23 de abril de 2025, antes da sua estreia oficial na TF1.    |    |                                                     |                             |                                                     |                     |                      |                         |                  |
| 139 | 8  | "TBA" "A Alinhadora" "La Redresseuse"               | Thomas Astruc Wilfried Pain | Thomas Astruc Pierre Doublier Sébastien Thibaudeau  | 4 de maio de 2025   | 2025                 | 30 de maio de 2025      | 615              |
| Nathaniel e Marc trabalham juntos numa banda desenhada, mas enfrentam a desaprovação dos pais de Nathaniel. Após um confronto com a mãe, ela acaba por ser akumatizada na La Redresseuse. Enquanto isso, Marinette tenta esconder de Adrien que está constipada. - Este episódio estreou mundialmente no serviço de assinatura francês TF1+ a 30 de abril de 2025, antes da sua estreia oficial na TF1.                    |    |                                                     |                             |                                                     |                     |                      |                         |                  |
| 140 | 9  | "TBA" "Princesse Syren"                             | Thomas Astruc Wilfried Pain | Thomas Astruc                                       | 2025                | 2025                 | 2025                    | 606              |
| 141 | 10 | "TBA" "Vampigami"                                   | Thomas Astruc Wilfried Pain | Thomas Astruc                                       | 2025                | 2025                 | 2025                    | 608              |
| 142 | 11 | "TBA" "Monsieur Agreste"                            | Thomas Astruc Wilfried Pain | Thomas Astruc                                       | 2025                | 2025                 | 2025                    | 609              |
| 143 | 12 | "TBA" "Le Château Noir"                             | Thomas Astruc Wilfried Pain | Thomas Astruc                                       | 2025                | 2025                 | 2025                    | 610              |
| 144 | 13 | "TBA" "Psycoductrice"                               | Thomas Astruc Wilfried Pain | Thomas Astruc                                       | 2025                | 2025                 | 2025                    | 612              |
| 145 | 14 | "TBA" "Yaksi Gozen"                                 | Thomas Astruc Wilfried Pain | Thomas Astruc                                       | 2025                | 2025                 | 2025                    | 613              |
| 146 | 15 | "TBA" "Couchorak"                                   | Thomas Astruc Wilfried Pain | Thomas Astruc                                       | 2025                | 2025                 | 2025                    | 614              |
| 147 | 16 | "TBA" "Noe"                                         | Thomas Astruc Wilfried Pain | Thomas Astruc                                       | 2025                | 2025                 | 2025                    | 616              |
| 148 | 17 | "TBA" "La Fée De Beaux Rêves"                       | Thomas Astruc Wilfried Pain | Thomas Astruc                                       | 2025                | 2025                 | 2025                    | 617              |
| 149 | 18 | "TBA" "Les Crassetastrophes"                        | Thomas Astruc Wilfried Pain | Thomas Astruc                                       | 2025                | 2025                 | 2025                    | 618              |
| 150 | 19 | "TBA" "Riginarazione"                               | Thomas Astruc Wilfried Pain | Thomas Astruc                                       | 2025                | 2025                 | 2025                    | 619              |
| 151 | 20 | "TBA" "Renverse-cœurs"                              | Thomas Astruc Wilfried Pain | Thomas Astruc                                       | 2025                | 2025                 | 2025                    | 620              |
| 152 | 21 | "TBA" "Les Titans Chaînes"                          | Thomas Astruc Wilfried Pain | Thomas Astruc                                       | 2025                | 2025                 | 2025                    | 621              |
| 153 | 22 | "TBA" "Lady Chaos"                                  | Thomas Astruc Wilfried Pain | Thomas Astruc                                       | 2025                | 2025                 | 2025                    | 622              |
| 154 | 23 | "TBA" "Tristanansi"                                 | Thomas Astruc Wilfried Pain | Thomas Astruc                                       | 2025                | 2025                 | 2025                    | 623              |
| 155 | 24 | "TBA" "La Reine De Frayeurville"                    | Thomas Astruc Wilfried Pain | Thomas Astruc                                       | 2025                | 2025                 | 2025                    | 624              |
| 156 | 25 | "TBA" "Protocole Secret"                            | Thomas Astruc Wilfried Pain | Thomas Astruc                                       | 2025                | 2025                 | 2025                    | 625              |
| 157 | 26 | "TBA" "Nemesis"                                     | Thomas Astruc Wilfried Pain | Thomas Astruc                                       | 2025                | 2025                 | 2025                    | 626              |

## Webisódios

### Miraculous: Les Secrets
Título em : Miraculous: Os Segredos
Título em : Miraculous: Segredos
| 1.ª temporada | |               |                             |                        |                         |                        |
| W1            | "Gato Noir visto por Marinette" "Cat Noir Pelos Olhos de Marinette" "Chat Noir vu par Marinette"         | Thomas Astruc | ASA                         | 2 de outubro de 2015   | 13 de março de 2017     | 5 de maio de 2017      |
| W2            | "Marinette e Adrien" "Marinette et Adrien"                                                               | Thomas Astruc | ASA                         | 7 de outubro de 2015   | 13 de março de 2017     | 14 de abril de 2017    |
| W3            | "A vida dupla de Marinette" "La double vie de Marinette"                                                 | Thomas Astruc | ASA                         | 9 de outubro de 2015   | 14 de março de 2017     | 28 de abril de 2017    |
| W4            | "A minha festa de aniversário" "Ma fête d'anniversaire"                                                  | Thomas Astruc | ASA                         | 13 de outubro de 2015  | 14 de março de 2017     | 12 de maio de 2017     |
| W5            | "Marinette e Alya" "Marinette et Alya"                                                                   | Thomas Astruc | ASA                         | 16 de outubro de 2015  | 15 de março de 2017     | 21 de abril de 2017    |
| W6            | "Marinette em Paris" Minha Paris" "Marinette et Paris"                                                   | Thomas Astruc | ASA                         | 12 de novembro de 2015 | 15 de março de 2017     | 5 de agosto de 2016    |
| W7            | "Marinette e a moda" "Marinette et la mode"                                                              | Thomas Astruc | ASA                         | 19 de novembro de 2015 | 16 de março de 2017     | 12 de agosto de 2016   |
| W8            | "Ladyblog"                                                                                               | Thomas Astruc | ASA                         | 26 de novembro de 2015 | 16 de março de 2017     | 19 de agosto de 2016   |
| W9            | "A vida dupla de Adrien" Adrien: Vida Dupla" "La double vie d'Adrien"                                    | Thomas Astruc | ASA                         | 18 de dezembro de 2015 | 17 de março de 2017     | 26 de agosto de 2016   |
| W10           | "Ladybug vista por Adrien" Cat Noir e Ladybug" "Ladybug vue par Adrien"                                  | Thomas Astruc | ASA                         | 24 de dezembro de 2015 | 17 de março de 2017     | 2 de setembro de 2016  |
| 2.ª temporada | |               |                             |                        |                         |                        |
| W11           | "Tikki" Tikki, a Kwami Mais Fofa" "Tikki"                                                                | Thomas Astruc | Sébastien Thibaudeau        | 2 de maio de 2018      | 14 de fevereiro de 2020 | 14 de julho de 2019    |
| W12           | "Mestre Fu" O Mestre Fu" "Maître Fu"                                                                     | Thomas Astruc | Sébastien Thibaudeau        | 2 de maio de 2018      | 31 de dezembro de 2021  | 7 de julho de 2019     |
| W13           | "Plagg"                                                                                                  | Thomas Astruc | Nolwenn Pierre              | 18 de maio de 2018     | 9 de agosto de 2019     | 28 de julho de 2019    |
| W14           | "As Amigas" Amigas, Miguxas, Migonas" "Les copines"                                                      | Thomas Astruc | Nolwenn Pierre              | 18 de maio de 2018     | 14 de agosto de 2019    | 21 de julho de 2019    |
| W15           | "Max" | Thomas Astruc | Nolwenn Pierre              | 28 de maio de 2018     | 28 de agosto de 2019    | 4 de agosto de 2019    |
| W16           | "Nino"                                                                                                   | Thomas Astruc | Nolwenn Pierre              | 4 de junho de 2018     | 21 de agosto de 2019    | 11 de agosto de 2019   |
| W17           | "Mylène"                                                                                                 | Thomas Astruc | Nolwenn Pierre              | 12 de outubro de 2018  | 4 de setembro de 2019   | 8 de setembro de 2019  |
| W18           | "Alix"                                                                                                   | Thomas Astruc | Nolwenn Pierre              | 25 de janeiro de 2019  | 11 de setembro de 2019  | 1 de setembro de 2019  |
| W19           | "Sabrina"                                                                                                | Thomas Astruc | Sébastien Thibaudeau        | 1 de fevereiro de 2019 | 18 de março de 2020     | 18 de agosto de 2019   |
| W20           | "Rose"                                                                                                   | Thomas Astruc | Sébastien Thibaudeau        | 8 de fevereiro de 2019 | 6 de março de 2020      | 25 de agosto de 2019   |
| W21           | "Gabriel"                                                                                                | Thomas Astruc | Nolwenn Pierre              | 8 de março de 2019     | 20 de março de 2020     | 13 de outubro de 2019  |
| W22           | "Ivan"                                                                                                   | Thomas Astruc | Nolwenn Pierre              | 8 de março de 2019     | 2 de abril de 2020      | 15 de setembro de 2019 |
| W23           | "Chloé vista pela Marinette" Chloé" "Chloé vue par Marinette"                                            | Thomas Astruc | Sébastien Thibaudeau        | 8 de março de 2019     | 11 de abril de 2020     | 22 de setembro de 2019 |
| W24           | "Nathaniel e Marc" "Nathaniel et Marc"                                                                   | Thomas Astruc | Nolwenn Pierre              | 8 de março de 2019     | 18 de setembro de 2019  | 3 de novembro de 2019  |
| 3.ª temporada | |               |                             |                        |                         |                        |
| W25           | "Marinette vista pela Chloé" Marinette" "Marinette vue par Chloé"                                        | Thomas Astruc | Nolwenn Pierre              | 8 de março de 2019     | 16 de abril de 2020     | 27 de outubro de 2019  |
| W26           | "Lila"                                                                                                   | Thomas Astruc | Nolwenn Pierre              | 8 de abril de 2019     | 23 de abril de 2020     | 20 de outubro de 2019  |
| W27           | "Falcão-Traça e os Vilões Akumatizados" Hawk Moth e os Vilões Akumatizados" "Papillon et les Akumatisés" | Thomas Astruc | Sébastien Thibaudeau        | 12 de dezembro de 2019 | 3 de novembro de 2021   | 16 de novembro de 2020 |
| W28           | "Família" "La Famille"                                                                                   | Thomas Astruc | Nolwenn Pierre              | 12 de dezembro de 2019 | 23 de novembro de 2021  | 15 de novembro de 2020 |
| W29           | "Kagami vista pela Marinette" Kyoko Pelos Olhos de Marinette" "Kagami vue par Marinette"                 | Thomas Astruc | Nolwenn Pierre              | 12 de dezembro de 2019 | 20 de novembro de 2021  | 18 de novembro de 2020 |
| W30           | "Kagami vista pelo Adrien" Kyoko Pelos Olhos de Adrien" "Kagami vue par Adrien"                          | Thomas Astruc | Sébastien Thibaudeau        | 12 de dezembro de 2019 | 24 de outubro de 2021   | 17 de novembro de 2020 |
| W31           | "Luka visto pela Marinette" Luka Pelos Olhos de Marinette" "Luka vu par Marinette"                       | Thomas Astruc | Sébastien Thibaudeau        | 24 de dezembro de 2019 | 21 de setembro de 2021  | 19 de novembro de 2020 |
| W32           | "Novos Poderes" "Nouveaux Pouvoirs"                                                                      | Thomas Astruc | Sébastien Thibaudeau        | 24 de dezembro de 2019 | 2 de outubro de 2021    | 22 de novembro de 2020 |
| W33           | "Novos Heróis" "Nouveaux Héros"                                                                          | Thomas Astruc | Sébastien Thibaudeau        | 24 de dezembro de 2019 | 9 de outubro de 2021    | 21 de novembro de 2020 |
| W34           | "Nathalie vista pelo Gabriel" Nathalie Pelos Olhos do Gabriel" "Nathalie vue par Gabriel"                | Thomas Astruc | Sébastien Thibaudeau        | 26 de dezembro de 2019 | 16 de outubro de 2021   | 23 de novembro de 2020 |
| W35           | "Mayura e os Sentimonstros" "Mayura et les Sentimonstres"                                                | Thomas Astruc | Sébastien Thibaudeau        | 26 de dezembro de 2019 | 30 de novembro de 2021  | 20 de novembro de 2020 |
| W36           | "Sentimentos" Les Sentiments                                                                             | Thomas Astruc | Jérôme Etter Nolwenn Pierre | 13 de janeiro de 2020  | 12 de fevereiro de 2020 | 24 de novembro de 2020 |

### Une journée à Paris
Título em : Contos de Paris
| #  | Título no Brasil Título original | Dirigido por       | Escrito por    | Exibição original      | Exibição em Portugal | Exibição no Brasil  |
| -- | -------------------------------- | ------------------ | -------------- | ---------------------- | -------------------- | ------------------- |
| T1 | "O Caderno" "Le carnet"          | Neil Kuiffer Meray | Nolwenn Pierre | 3 de fevereiro de 2017 | Não exibido          | 30 de maio de 2017  |
| T2 | "Inspiração" "Inspiration"       | Neil Kuiffer Meray | Nolwenn Pierre | 3 de fevereiro de 2017 | Não exibido          | 8 de junho de 2017  |
| T3 | "Repetição" "Répétition"         | Neil Kuiffer Meray | Nolwenn Pierre | 3 de fevereiro de 2017 | Não exibido          | 2 de junho de 2017  |
| T4 | "Dia Cheio" "Grosse journée"     | Neil Kuiffer Meray | Nolwenn Pierre | 3 de fevereiro de 2017 | Não exibido          | 16 de junho de 2017 |
| T5 | "Dever de Casa" "L'exposé"       | Neil Kuiffer Meray | Nolwenn Pierre | 3 de fevereiro de 2017 | Não exibido          | 23 de junho de 2017 |

### Miraculous Zag Chibi
| 1.ª temporada |                                                                                       |                         |                                                            |                        |                        |                        |
| CH1           | "Jantar no terraço" O Jantar" "Un dîner de haut vol"                                  | Jeremy Zag              | Jean-Louis Vandestoc                                       | 31 de agosto de 2018   | 31 de agosto de 2018   | 31 de agosto de 2018   |
| CH2           | "Fragrância Catnip" / "Perfume Catnip" Fragrância Felina" "Parfum Corsé"              | Jeremy Zag              | Valentin Lucas                                             | 31 de agosto de 2018   | 31 de agosto de 2018   | 9 de setembro de 2018  |
| CH3           | "A perseguição" A Caçada" "Chat perché"                                               | Jeremy Zag              | Valentin Lucas                                             | 31 de agosto de 2018   | 31 de agosto de 2018   | 16 de setembro de 2018 |
| CH4           | "A curiosidade matou o gato" / "Querido desconhecido" Gatinho Curioso" "Cher inconnu" | Jeremy Zag              | Amanda Sun                                                 | 31 de agosto de 2018   | 31 de agosto de 2018   | 23 de setembro de 2018 |
| CH5           | "Briga dos gatinhos" / "Duelo de gatos" Luta de Gatinhos" "Chat Maillerie"            | Jeremy Zag              | Valentin Lucas                                             | 7 de setembro de 2018  | 7 de setembro de 2018  | 29 de setembro de 2018 |
| CH6           | "Flor fatal" Planta Carnívora" "Fleur fatale"                                         | Jeremy Zag              | Valentin Lucas                                             | 7 de setembro de 2018  | 7 de setembro de 2018  | 7 de outubro de 2018   |
| CH7           | ""Ladybouh!" Ladyboo!" "Ladybouh"                                                     | Jeremy Zag              | Valentin Lucas                                             | 26 de outubro de 2018  | 26 de outubro de 2018  | 31 de outubro de 2018  |
| 2.ª temporada |                                                                                       |                         |                                                            |                        |                        |                        |
| CH8           | "Pânico no parque" "Panique dans le parc"                                             | Jean-Baptiste Erramuzpe | História: Jean-Baptiste ErramuzpeRoteiro: Esther Brustlein | 18 de novembro de 2023 | 18 de novembro de 2023 | ASA                    |
| CH9           | "A corrida do bolo" "La course au gâteau"                                             | Jean-Baptiste Erramuzpe | História: Jean-Baptiste ErramuzpeRoteiro: Esther Brustlein | 18 de novembro de 2023 | 18 de novembro de 2023 | ASA                    |

### Miraculous: Action
Título em : Miraculous: Ação
| #  | Título em Portugal Título original                                                             | Dirigido por | Escrito por | Exibição original      | Exibição em Portugal   | Exibição no Brasil |
| -- | ---------------------------------------------------------------------------------------------- | ------------ | ----------- | ---------------------- | ---------------------- | ------------------ |
| A1 | "O poder e a liderança dos jovens" "Le pouvoir et le leadership des junes"                     | ASA          | ASA         | 18 de setembro de 2023 | 18 de setembro de 2023 | ASA                |
| A2 | "Reduzir, Reutilizar, Reciclar" "Réduire, Réutiliser, Recycler"                                | ASA          | ASA         | 22 de setembro de 2023 | 22 de setembro de 2023 | ASA                |
| A3 | "A história do plástico" "L'histoire du plastique"                                             | ASA          | ASA         | 24 de setembro de 2023 | 24 de setembro de 2023 | ASA                |
| A4 | "Torne-se um defensor da redução do plástico" "Devenir un défenseur pour réduire le plastique" | ASA          | ASA         | 26 de setembro de 2023 | 26 de setembro de 2023 | ASA                |
| A5 | "Inovação e criatividade" "Innovation et créativité"                                           | ASA          | ASA         | 28 de setembro de 2023 | 28 de setembro de 2023 | ASA                |

## Miraculous World
| N.º | Título em Portugal Título no Brasil Título original                                                                                             | Dirigido por  | Escrito por                                                                   | Exibição original     | Exibição em Portugal   | Exibição no Brasil      | Cod. de produção |
| --- | --- | ------------- | ----------------------------------------------------------------------------- | --------------------- | ---------------------- | ----------------------- | ---------------- |
| 1 | "Nova Iorque, Heróis Unidos" "New York, les héros unis"                                                                                         | Thomas Astruc | Thomas Astruc Matthieu Choquet Mélanie Duval Fred Lenoir Sébastien Thibaudeau | 18 de outubro de 2020 | 28 de novembro de 2020 | 3 de novembro de 2020   | 327              |
| Durante uma viagem escolar, Ladybug e Cat Noir conhecem super-heróis americanos, que eles têm que resgatar de um supervilão akumatizado. Eles descobrirão que também existem Miraculous nos Estados Unidos. | |               |                                                                               |                       |                        |                         |                  |
| 2 | "Xangai, a Lenda de Ladydragão" Xangai, A Lenda de Ladydragon" "Shanghai, la légende de Ladydragon"                                             | Thomas Astruc | Thomas Astruc Matthieu Choquet Mélanie Duval Fred Lenoir Sébastien Thibaudeau | 4 de abril de 2021    | 15 de maio de 2021     | 18 de maio de 2021      | 328              |
| É feriado e tudo está indo bem para Marinette... até que ela descobre que Adrien tem que ir com seu pai para Xangai, na China. Felizmente, seu tio Wang mora lá e seu aniversário está chegando. Para encontrar Adrien e descobrir suas origens, Marinette decide ir pessoalmente dar seu presente ao tio Wang. Mas logo após chegar, Marinette perde todas as suas coisas, incluindo sua bolsa, com a Tikki e o Miraculous que a permite se transformar em Ladybug. Para encontrá-los, ela se juntará a Fei, sem saber que foi ela quem roubou suas coisas. | |               |                                                                               |                       |                        |                         |                  |
| 3 | "Paris, as Aventuras de Shadybug e Garra Noir" Paris, as Aventuras de Shadybug e Claw Noir" "Paris, les aventures de Toxinelle et Griffe Noire" | Thomas Astruc | ASA                                                                           | 21 de outubro de 2023 | 8 de dezembro de 2023  | 27 de fevereiro de 2024 | 528              |
| Portadores de Miraculous de outro lugar surgem em Paris, vindos de um universo paralelo onde tudo está invertido: os portadores da joaninha e do gato preto, Shadybug e Claw Noire, são os vilões, e a portadora da borboleta, Hesperia, é uma super-heroína. A Ladybug e o Cat Noir vão ter que ajudar Hesperia a combater os ataques das suas versões do mal e impedi-los de capturar o miraculous da borboleta. Poderão os nossos heróis também ajudar Hesperia a tornar Shadybug e Claw Noir pessoas melhores? | |               |                                                                               |                       |                        |                         |                  |
| 4 | "Londres, a Corrida Contra o Tempo" "Londres, la course contre le temps"                                                                        | Thomas Astruc | ASA                                                                           | 5 de outubro de 2024  | 7 de dezembro de 2024  | 24 de janeiro de 2025   | 529              |
| Na Toca, Bunnyx vê as janelas do tempo desaparecerem uma a uma… O futuro está a desaparecer. O que está a acontecer? Ao mesmo tempo, Marinette acorda em casa e descobre que alguém acabou de pedir um desejo em Paris graças aos Miraculous do Gato e da Joaninha. Ela tem de se transformar em Ladybug rapidamente… mas apercebe-se de que já não tem os brincos! Felizmente, Bunnyx vem buscá-la pouco antes de o desejo apagar tudo. Bunnyx e Marinette, agora Chronobug, terão de salvar o futuro e resolver o mistério de quem descobriu a identidade de Marinette como Ladybug, assim como quando e como roubaram o seu Miraculous. Durante a adventura, descobrirão que o Miraculous da Borboleta tem uma nova portadora, aquela que desvendou o segredo final. A única esperança de Ladybug é conseguir derrotar a sua oponente para prevenir o fim da Ladybug. | |               |                                                                               |                       |                        |                         |                  |
| ASA | "Tóquio, Força Estelar" "Tokyo, Stellar Force"                                                                                                  | Thomas Astruc | ASA                                                                           | 2025                  | 2025                   | 2025                    | ASA              |
| ASA | "Rio de Janeiro" "Rio" | Thomas Astruc | ASA                                                                           | TBA                   | TBA                    | TBA                     | ASA              |
| ASA | "Dakar" "Dakar" | Thomas Astruc | ASA                                                                           | TBA                   | TBA                    | TBA                     | ASA              |

## Crossovers
| # | Título                     | Dirigido por | Escrito por | Exibição original | Exibição em Portugal | Exibição no Brasil | Cod. de produção |
| - | -------------------------- | ------------ | ----------- | ----------------- | -------------------- | ------------------ | ---------------- |
| 1 | "Crossover com Ghostforce" | ASA          | ASA         | 2024              | 2024                 | 2024               | ASA              |

## Filmes
| Título original                      | Título em Título no                             | Dirigido por | Escrito por | Lançamento original | Lançamento em Portugal | Lançamento no Brasil |
| ------------------------------------ | ----------------------------------------------- | ------------ | ----------- | ------------------- | ---------------------- | -------------------- |
| Miraculous: Le Film                  | "Miraculous: As Aventuras de Ladybug - O Filme" | Jeremy Zag   | Jeremy Zag  | 5 de julho de 2023  | 28 de julho de 2023    | 28 de julho de 2023  |
| Segundo filme Miraculous sem título  | "ASA"                                           | ASA          | ASA         | ASA                 | ASA                    | ASA                  |
| Terceiro filme Miraculous sem título | "ASA"                                           | ASA          | ASA         | ASA                 | ASA                    | ASA                  |